# 自動案内軌条式旅客輸送システム

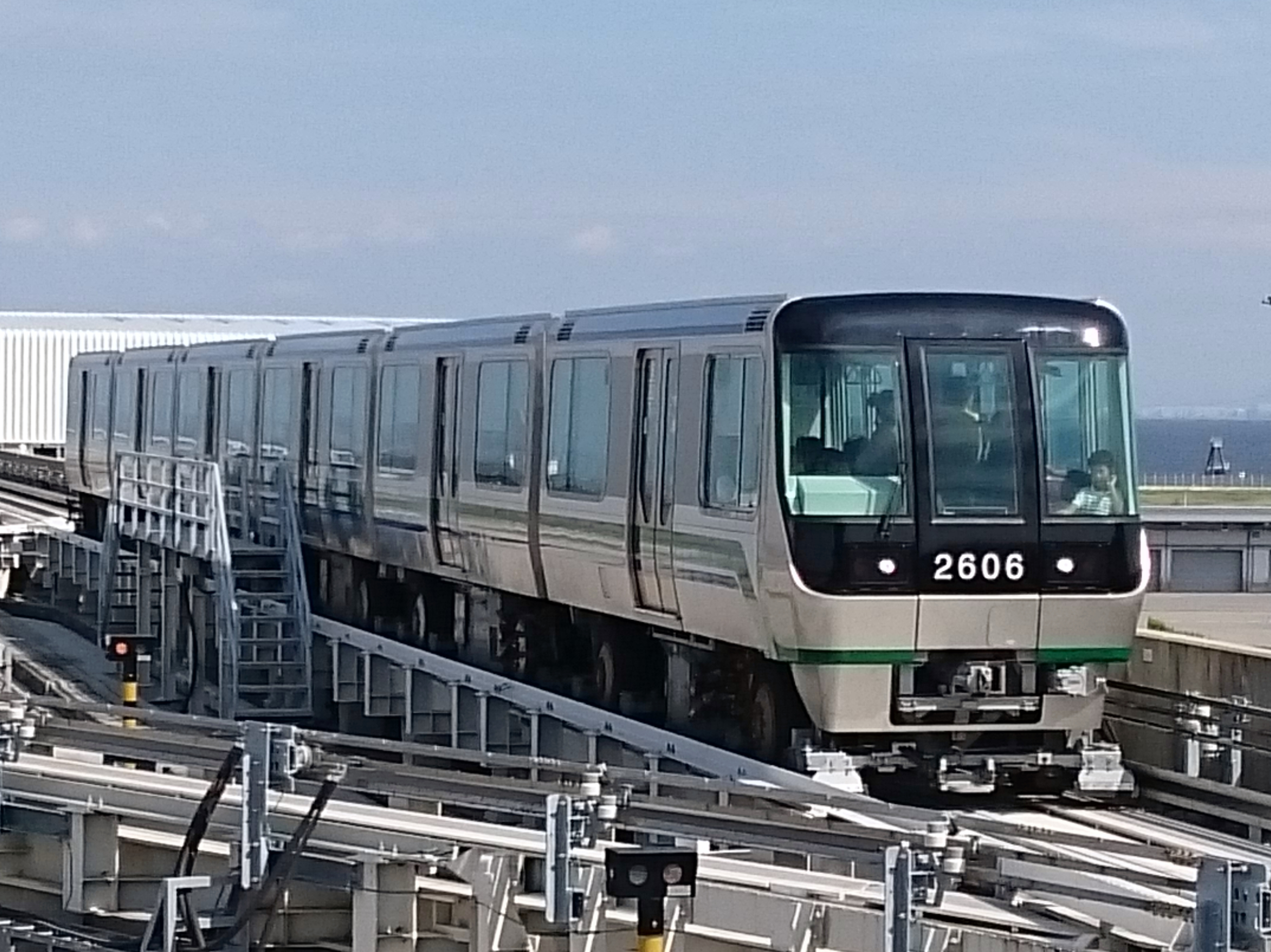
日本初の AGT 営業路線、神戸のポートライナー

自動案内軌条式旅客輸送システム（じどうあんないきじょうしきりょかくゆそうシステム、AGT : Automated Guideway Transit）とは、小型軽量車両が自動運転により専用軌道上の案内軌条に従ってゴムタイヤで走行する方式の中量軌道輸送システム。日本では新交通システムと呼ぶことも多い。

## 概要
AGT（Automated Guideway Transit）とは、小型・軽量でゴムタイヤの付いた電車車両をコンピューターによって運行管理するシステムで、原則として無人運転を行う中量軌道輸送システムをいう。
なお、AGTは「全自動無人運転車両システム」と訳されることもあるが、「全自動無人運転車両システム」はAPM (Automated People Mover)の訳にも用いられる（全自動無人運転車両システムを参照）。APMは本来は米国のウェスティングハウス・エレクトリック社が開発したシステムを指すが、日本以外ではAPMが多く採用されたためAGTに類似したシステムも含めた全体をAPMと呼称することがある。三菱重工業では、日本の都市向けをAGT、空港及び海外向け車両をAPM (Automated People Mover)「全自動無人運転車両」と呼称している。
普通鉄道や地下鉄では輸送量過多であり、路面電車 (トラム) やバスでは輸送力不足である場合の中間の公共交通機関として誕生した。他の中量軌道輸送システムと大きく異なる点は、コンピュータ制御により無人の自動運転を行う前提で開発が進められており、建設費も少なく安価に導入できる輸送システムとして日本を含めた世界で発達した。世界各国で同時に開発が行われたシステムであるため、多くのシステムが存在する。最大輸送力は、1時間・1方向当たり約 3,000 - 20,000 人程度である場合が多いが、実際は建設する路線によって前提の輸送力は異なる。
AGTの長所
- 小型軽量車両を用いるため建設費を抑えることができ[* 3]、曲線半径の小さい曲線でも走行が可能。
- 高架路線であるため道路を妨げず、過密な都市内や幹線道路上においても立体交差が可能。
- モノレールとは異なり路線に並行して避難用通路が併設されているため、車両故障や災害時の乗客避難経路が確保されている。
- ゴムタイヤを使用するため、走行による外部への騒音や振動が少ない。
- ゴムタイヤの摩擦力の大きさを活かし、急勾配路線の走行が可能。空転が発生しにくく雨に強い。
- ゴムタイヤを使用するため、バスと同様に高加速・高減速が可能。短い駅間距離でも対応可能。
- 架空電車線方式のような架線が上部空間に無く、沿線の景観を損ねにくい。
- 多くがコンピュータによる無人での全自動運転を前提に設計されている。労務コストの削減が図れるほか、高頻度運転が可能。

AGTの短所
- 道路との交差が高架橋か地下トンネルでの完全立体交差となるため、路面電車やBRTに比べると建設費が嵩む。踏切での平面交差も不可能ではないが、安全面・特許面・費用面などの理由で前例がない。
- ゴムタイヤは負担過重が鉄車輪と比べて小さいため、車両の収容力が鉄輪鉄道より小さい。
- ゴムタイヤの転がり抵抗が鉄車輪と比べて大きく、動力費が嵩む。
- ゴムタイヤの摩耗が鉄車輪と比べて早く、交換費用による維持費が嵩む。
- 鉄輪鉄道との互換性がなく、乗り入れや設備・部品等の流動性が少ない。

## システムの分類
AGT（Automated Guideway Transit）は、SLT、GRT、PRTの3種類に分けられる。

### SLT
SLT（Shuttle and Loop Transit）とは、単線上での折り返し運転またはループ運転を行うものでAGTの中では最も簡単な種類である。英語のPeople mover（ピープルムーバー）はSLTのことをいう。

### GRT
GRT（Group Rapid Transit）とは、中量規模の輸送能力を有するシステムで、分岐やオフライン駅等の比較的複雑なAGTのシステムである。

### PRT
PRT（Personal Rapid Transit）とは、6人以下の小規模の乗客の輸送を行うシステムで、きめ細かい運行を目的とするシステムである。

## 歴史

### 構想

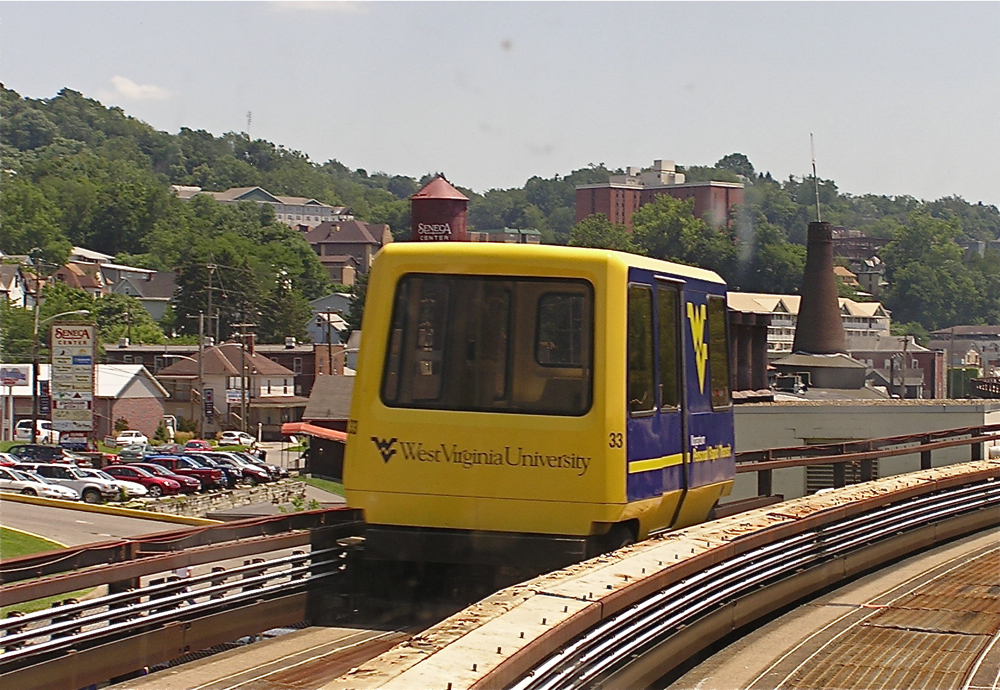
PRT(モーガンタウンPRT)

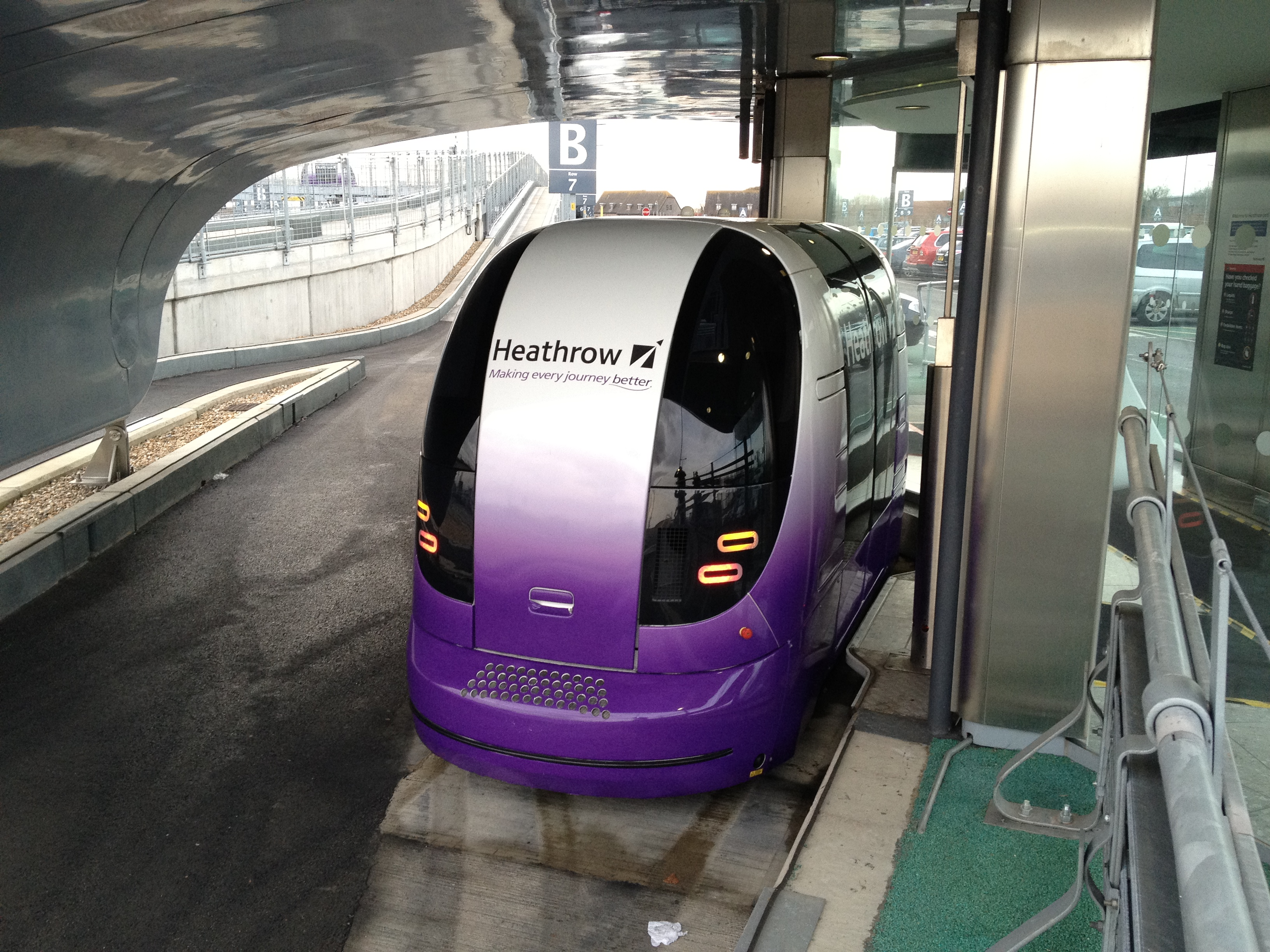
PRT(ULTra,ヒースロー空港)

AGT の構想は1960年代、アメリカ大都市での自動車交通の行き詰まりに始まる。大都市（特にダウンタウン）での道路渋滞が慢性化するようになり、自動車に代わる交通機関の整備を迫られた。1968年にアメリカ合衆国住宅都市開発省によってアメリカ合衆国住宅都市開発省報告書が発表され、これを契機に当時向上しつつあった電子制御技術を積極的に導入して活発に開発が進められた。渋滞対策としてサンフランシスコエリアでは1972年に BART が開業したが、この路線はまだ AGT とは異なったものであり、さらに、徒歩・鉄道・バスと言った従来の交通システムの隙間を埋めるシステムの必要性が叫ばれた。このため、連邦政府の運輸省都市交通局 (UMTA) では民間企業に補助金を与え、PRT(Personal Rapid Transit) と呼ばれる「個人用高速輸送システム」を計画・開発させることになった。
PRTシステムの特徴としては1.公共交通機関であること。2.専用ガイドウェイを持つこと。3.目的地に直行できること。4.車両定員は3人 - 6人で無人運転とする、などがあり、これに対し各社が様々な提案を出した。1972年、ワシントンD.C.で交通博覧会「Urban Mass Transportation Administration」（トランスポ'72）が行われ世界で初めて展示が行なわれた。この時には、空気浮上リニアモーター駆動や懸垂型モノレールなど多種多様のシステムが提案されたが、技術上の問題などから直流電動機によるゴムタイヤ方式の車両を使用したシステムに集約されていった。なお、当初の構想では小規模な輸送力のためのものであったが、高架橋などの建設費から採算性を勘案し、単位輸送力は当初の構想よりも大きな物となってしまった。1975年には最初期のPRTシステムであるモーガンタウン・パーソナル・ラピッド・トランジットが開業した。
日本では「ニュータウン」と呼ばれる大規模住宅開発地から最寄りの鉄道駅への交通アクセスが課題とされてきた。ピーク時の輸送量はバスでは飽和状態であるが従来の鉄道には過小でしかもデータイム時との需要差が極端に開き、このため鉄道を敷設しても採算に乗らないといった問題があった。このためアメリカでの PRT の動向に着目し、安価に建設ができる中量軌道システムを開発する気運が高まり、鉄道車両メーカーと商社の共同による開発が行なわれることとなった。

### 開発
1971年、タンパ国際空港ターミナル内に旅客輸送用の路線が開業した。AGTの開発は、アメリカだけにとどまらず世界各国の企業に広がり、それぞれ独自に開発が行われ様々な方式が誕生した。日本では1970年頃から開発が活発になり、1971年の東京モーターショーで「CVS」が提案され、日本交通計画協会により1972年度から1974年度の3か年の新交通システム開発調査、1974年には東村山の通産省機械試験所跡地に全長4.8 kmに及ぶ実験線が建設されるなど、各企業でそれぞれの実験線が建設され開発が進められた。
2000年代までに開発されたシステムと開発企業は以下のとおりである。なお現在はこれらだけにとどまらず他システムの開発も行われている。
- APM (Automated People Mover)
開発：ウェスティングハウス・エレクトリック（米）
- AIRTRANS
開発：LTV Aerospace（米）
- 個人用高速輸送システム (PRT：Personal Rapid Transit)
開発：ボーイング（米）
- VAL (仏: Véhicule Automatique Léger)
開発：マトラ（仏）（現在はシーメンス）
- CVS (Computer-Controlled Vehicle System)
開発：東京大学など
- KRT (KOBELCO Rapid Transit または Kobe Rapid Transit[7])
開発：神戸製鋼所、日商岩井
- FAST（Fuji Advanced System of Transportation）
開発：富士車輌、日本鋼管、日綿
- PARATRAN（Public and Automated Rapid Transportation System, パラトラン）
開発：東急車輛製造、日立製作所
- MAT（Mitsubishi Automatic Transportation System）
開発：三菱重工業、三菱電機、三菱商事
- VONA (Vehicle Of New Age)
開発：日本車輌製造、三井物産
- NTS（Newtran System）
開発：新潟鐵工所(現新潟トランシス)、住友商事
- KCV (Kawasaki Computer Control Vehicle)
開発：川崎重工業
- 標準型
1983年に日本交通計画協会によって定められた標準規格
- 普及型
2000年頃より廉価なシステムとして定められた規格
- ストリーム
開発：三井物産

日本で初めて導入された一般人でも乗車可能な AGT 路線は、1972年（昭和47年）3月の京成電鉄が経営していた谷津遊園（千葉県習志野市）である。ベースシステムは「VONA」で、園内約 380 m の周回コースで試験運転として開始され、遊具の一部として運行されていた。1975年（昭和50年）7月20日より開催された「沖縄国際海洋博覧会」では、「KRT」や「CVS」をベースシステムとした路線が建設された。これらの試験運転等を元に技術の開発や改良などが加えられ、実用化に向けて進められた。同年には AGT が「新交通システム（ガイドウェイシステム）」として都市モノレール法に基づく公的補助の対象となり、各地に登場する AGT の幕開けとなった。
本格的に実用化された、つまり日本初の恒久的な実用路線は、1981年（昭和56年）に開業した神戸市の神戸新交通ポートアイランド線（ポートライナー）である。この路線を皮切りに、日本各地でも多くの路線の建設が始められた。日本語ではない AGT の名称は親しみを持たれにくいことから、各路線ごとにそれぞれ愛称がつけられている。旅客案内上でもこの愛称で案内される場合が多く、AGT や新交通システムとして案内されることはない。また、同様の理由からこのシステムを総称する名称として「新交通システム」が使用されることが多い。1983年（昭和58年）3月、日本交通計画協会が発表した「新交通システムの標準化とその基本仕様」により標準規格が定められた。標準化されるまではそれぞれの路線が独自の方式で設計されていた。基本仕様の決定により量産生産やシステムの低廉化を図り、AGTの導入を容易にしたため、その後多くのAGT路線が建設された。
日本国内では現時点で2008年（平成20年）開業の東京都交通局日暮里・舎人ライナーが最新のAGT路線であり、将来計画としては神奈川県横浜市の瀬谷駅と上瀬谷通信施設跡地を結ぶ路線として検討されている上瀬谷ライン（仮称）がAGTを採用する予定となっていたが中止された。より低コストの路面電車（トラム）やBRTなど、他の交通システムに対する助成制度が制定されたこともあり、日本国内でAGTの新規建設は抑制気味となっている一方、国外では現在でも多くの新規路線の建設が開始されている。開発を終了したメーカーも少なくないが、三菱重工業では現在も開発が続けられており、高速運転が可能な「Super AGT」や新型台車の開発、新興国向けにコスト半減した車両の開発などが行われており、2014年にはアメリカ・フロリダ州の主要空港すべてに AGT(APM) が導入されることが決定するなど、以後の導入も世界各国で期待されている。

### 年表（日本）
- 1981年（昭和56年）
  - 2月5日：神戸新交通ポートアイランド線 開業 (6.4 km)
  - 3月16日：大阪市交通局（現：Osaka Metro）南港ポートタウン線 開業 (6.6 km)
- 1982年（昭和57年）11月2日：山万ユーカリが丘線 開業 (2.8 km)
- 1983年（昭和58年）
  - 9月22日：山万ユーカリが丘線 延伸 (1.3 km)
  - 12月22日：埼玉新都市交通伊奈線 開業 (11.6 km)
- 1985年（昭和60年）4月25日：西武鉄道山口線 案内軌条式鉄道化 (2.8 km)
- 1989年（平成元年）7月5日：横浜新都市交通（現：横浜シーサイドライン）金沢シーサイドライン 開業 (10.6 km)
- 1990年（平成2年）
  - 2月21日：神戸新交通六甲アイランド線 開業 (4.5 km)
  - 8月2日：埼玉新都市交通伊奈線 延伸 (1.1 km)
- 1991年（平成3年）3月25日：桃花台新交通桃花台線 開業 (7.4 km)
- 1994年（平成6年）8月20日：広島高速交通広島新交通1号線 開業 (18.4 km)
- 1995年（平成7年）11月1日：東京臨海新交通（現：ゆりかもめ）東京臨海新交通臨海線 開業 (11.9 km)
- 1997年（平成9年）12月18日：OTSニュートラムテクノポート線 開業 (1.3 km) ・南港ポートタウン線と相互直通運転開始
- 2001年（平成13年）3月22日：ゆりかもめ東京臨海新交通臨海線 延伸 (0.1 km)
- 2005年（平成17年）7月1日：OTSニュートラムテクノポート線を大阪市交通局（現：Osaka Metro）に譲渡 (0.7 km) ・貸与 (0.6 km)
- 2006年（平成18年）
  - 2月2日：神戸新交通ポートアイランド線 複線化 (1.0 km) ・延伸 (4.4 km)
  - 3月27日：ゆりかもめ東京臨海新交通臨海線 延伸 (2.7 km)
  - 10月1日：桃花台新交通桃花台線 廃止 (7.4 km)
- 2008年（平成20年）：3月30日：東京都交通局日暮里・舎人ライナー 開業 (9.7 km)
- 2019年（平成31年）3月31日：横浜シーサイドライン金沢シーサイドライン 延伸 (0.2 km)[11][12]
- 令和0年代後半：広島高速交通広島新交通1号線 延伸予定 (3.2 km)
- 令和10年代初頭：広島高速交通広島新交通1号線 延伸予定 (3.9 km)

## 標準型新交通システム（日本）の基本仕様

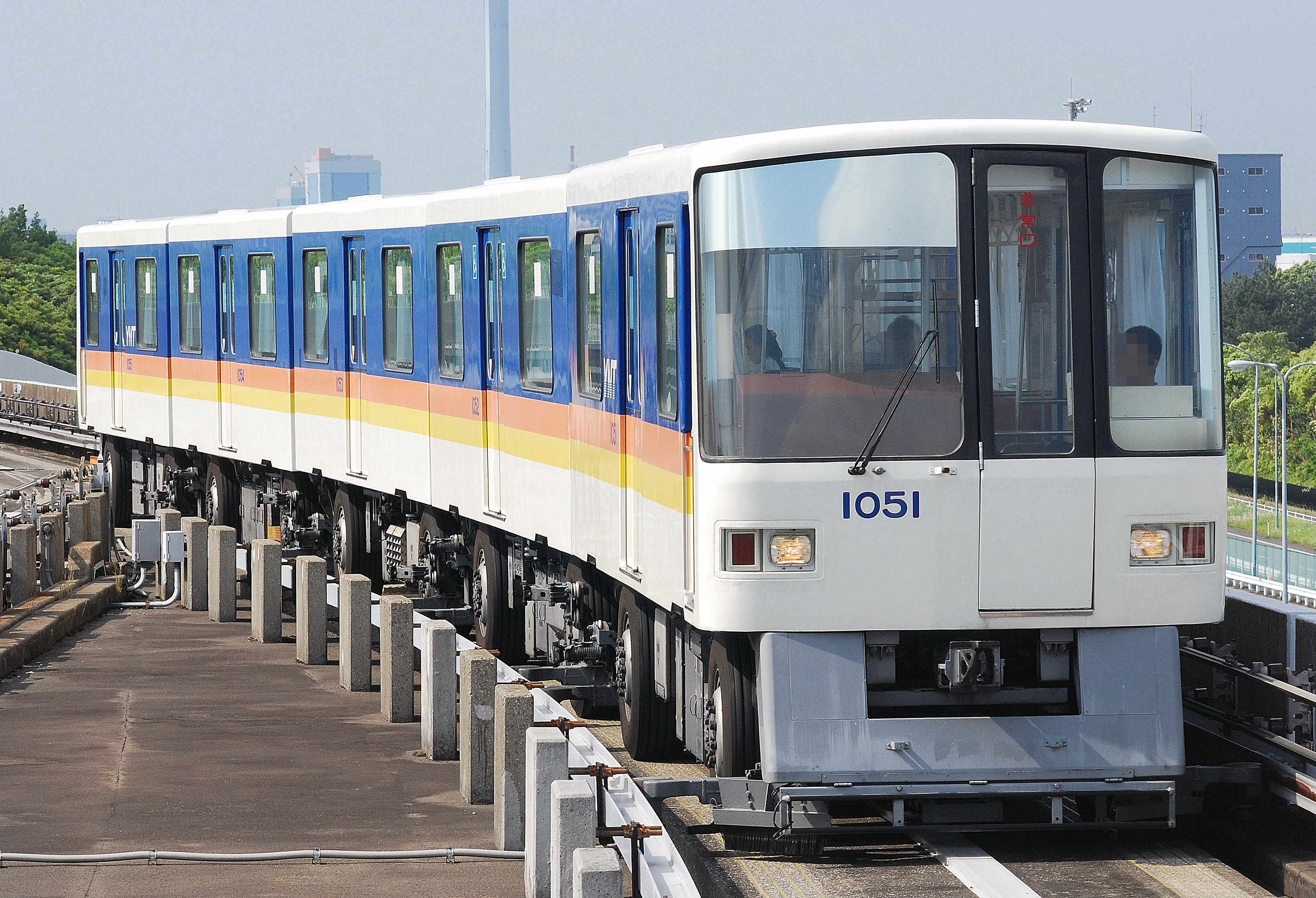
標準型新交通システムに沿った第1号車両の横浜新都市交通1000形

1983年（昭和58年）3月、導入検討手続きを簡素化し、建設費の低廉化を図ることを目的に、日本交通計画協会が発表した「新交通システムの標準化とその基本仕様」により標準規格である「標準型新交通システム」が定められた。標準化に従って建設された最初の路線は1989年（平成元年）に開業した横浜新都市交通（現・横浜シーサイドライン）金沢シーサイドライン（シーサイドライン）である。標準化されるまではそれぞれ独自の方式が採用されており、併せて本項で解説する。また、低廉化させた「普及型新交通システム」の制定も検討されている。

### 軌道
軌道は、一般的に直線部では PC 製、急曲線部は鋼製箱桁が採用され、その上にエポキシ樹脂によりコーティングされた専用走行路を敷く。走行路に沿って左右または中央部に H または I 形鋼による案内軌条（ガイドウェイ）が設置されており、車体の案内輪をあてて走行輪のゴムタイヤで走行する。曲線半径は 25 m まで、勾配はゴムタイヤの高い摩擦係数を利用して勾配率は最大で 60 ‰ まで可能であり、駅での停車区間では 10 ‰ 以下、車両の停留･解結を行う区間では 5 ‰ 以下としている。また、道路上に高架ガイドウェイを建設する場合には、消防法の規制や車道の往復 2 車線の円滑な通行を確保するため、道路幅は歩道を含め約 22 m以上が条件とされている。

#### 軌間
軌間は、走行輪である左右のゴムタイヤの中心間隔であらわされる。鉄輪式鉄道と比べて広めで「標準型新交通システム」で定められた標準規格では、1,700 mm を前提とした規格で定められているため、1,700 mm を採用する路線が多い。山万ユーカリが丘線、桃花台新交通桃花台線で 1,800 mm、神戸新交通ポートアイランド線で 1,740 mm、西武山口線で 1,700 mm、埼玉新都市交通伊奈線で 1,650 mm、Osaka Metro南港ポートタウン線で 1,600 mm が採用されている。

### 駅

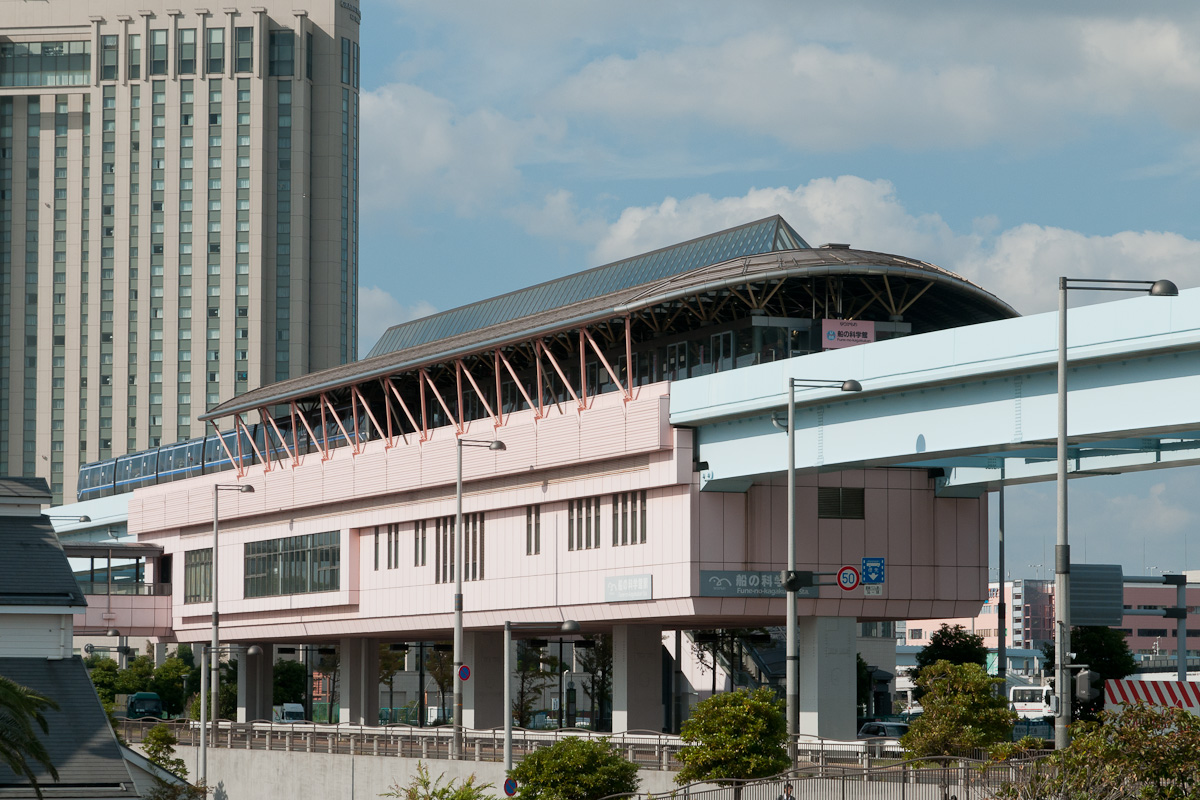
標準的な駅舎（東京国際クルーズターミナル駅）

駅は高架駅島式ホームが原則で、風雨を防ぐのと共に駅の無人化と乗降の安全確保のため、ホームにはフルスクリーンタイプのホームドアが設置されている路線が多い。また、中央指令所で常に監視カメラにより各駅のホームや構内を監視しており、異常があれば、中央指令所から列車を停車させて係員を派遣することができるほか、各駅の販売機･改札機･エスカレータ･エレベータを駅と中央指令所の監視装置で監視して、異常があれば警報が表示される。車内信号式を採用した路線では、路線上の見える位置には信号機が設置されていないことが多いものの、実際には出発信号機や場内信号機がある駅もあり、停車場・停留場それぞれ存在する。「標準型新交通システム」で定められた標準規格では、乗降場高さを走行面より 1,070 mm としているが、タイヤ径の縮小や艤装部品の小型化等の将来の技術の進歩により柔軟に対処していく必要があるとされている。

### 電気方式
電気方式は、大きく分けて直流 750 V と三相交流 600 V が存在する。路線長が長く車両数が少ない路線では直流方式、路線長が短く車両数が多い路線では交流方式が有利となり、地域の特性により方式が定められている。「標準型新交通システム」で定められた標準規格は、原則直流 750 V であるが、技術革新の情勢や路線長、車両数などによって総合的に判断するとされている。電車線（トロリ線）はアルミまたはステンレス製の剛体式であり、案内軌条の上部に平行して設置されている。直流は複線式、三相交流は3線式となっている。
西武山口線、山万ユーカリが丘線、横浜シーサイドライン金沢シーサイドライン、桃花台新交通桃花台線、広島高速交通広島新交通1号線で直流 750 V が、埼玉新都市交通伊奈線、東京都交通局日暮里・舎人ライナー、ゆりかもめ東京臨海新交通臨海線で三相交流 600 V・50 Hz が、Osaka Metro南港ポートタウン線、神戸新交通ポートアイランド線、神戸新交通六甲アイランド線で三相交流 600 V・60 Hz が採用されている。

### 案内・分岐方式
案内軌条の位置により方式が異なり、方式ごとに分岐器方式も異なる。案内方式では、側方案内方式と中央案内方式に大きく分けられ、側方案内方式の一種に両側案内方式がある。分岐方式は、水平可動案内板方式、浮沈式、水平回転式、三角片横行式がある。なおこのうち三角片横行式は日本で採用されていない。

#### 側方案内方式

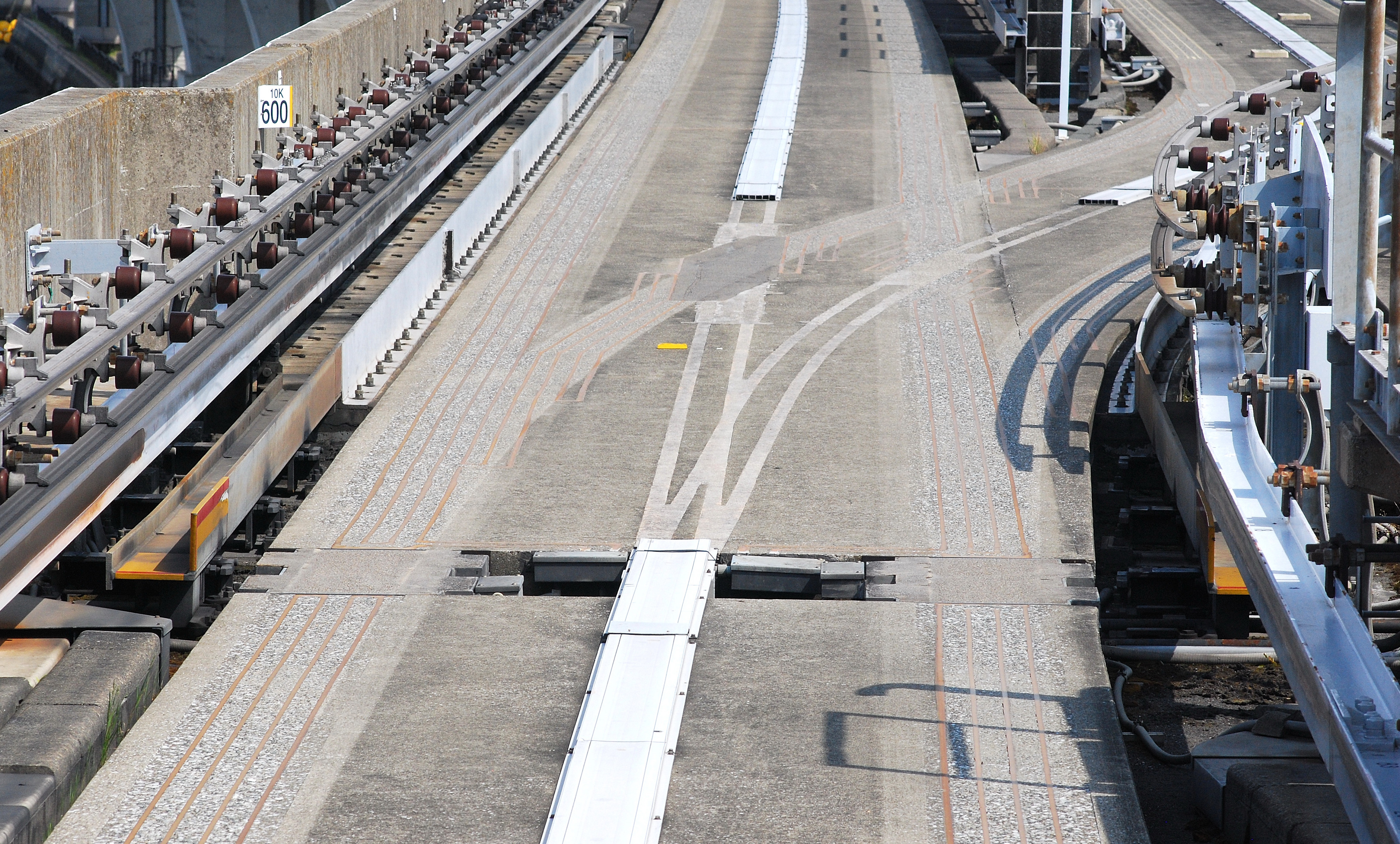
側方案内方式の軌道（シーサイドライン）

「標準型新交通システム」で定められた標準規格である。両側案内方式を除き最初に営業路線として採用したのは、1981年（昭和56年）3月に開業した、Osaka Metro南港ポートタウン線（ニュートラム）である。この方式では、走行路の左右両側に案内板を配置する。標準規格では、左右案内板の間隔を 2,900 mm とし、案内板中心高さは走行面より 300 mm としている。中央案内方式と比べて広めの軌道幅員が必要となるが、閉床構造のために騒音対策などの環境配慮の点や避難通路として利用できる点に優れ、ステアリング・ボギー台車双方の導入が可能。多くの AGT 路線に採用されている方式である。
分岐方式は、もっとも簡易かつ軽量な「水平可動案内板方式」を採用し、対応した車両側には、各車両下部にある台車から案内バーが左右両側に伸びており、その先の上部には案内軌条を走行して転動方向を規制させる案内輪、下部には分岐で進行方向を変えるために使用する分岐輪が取り付けられている。地上側の分岐場所には、分岐用案内板として2つの可動案内板と固定案内板が両側の案内軌条の下に設置されており、可動案内板が電気転轍器で可動することによって分岐器の役割を果たす。車両は可動案内板に車両側の左右どちらかの分岐案内輪が入り込み、その後、固定案内板を通過することによって車両の進行方向が選択できる。分岐場所を通過する際は、一時的に両側拘束の案内軌条を離れ、片側のみを拘束することによって分岐する。
両側案内方式

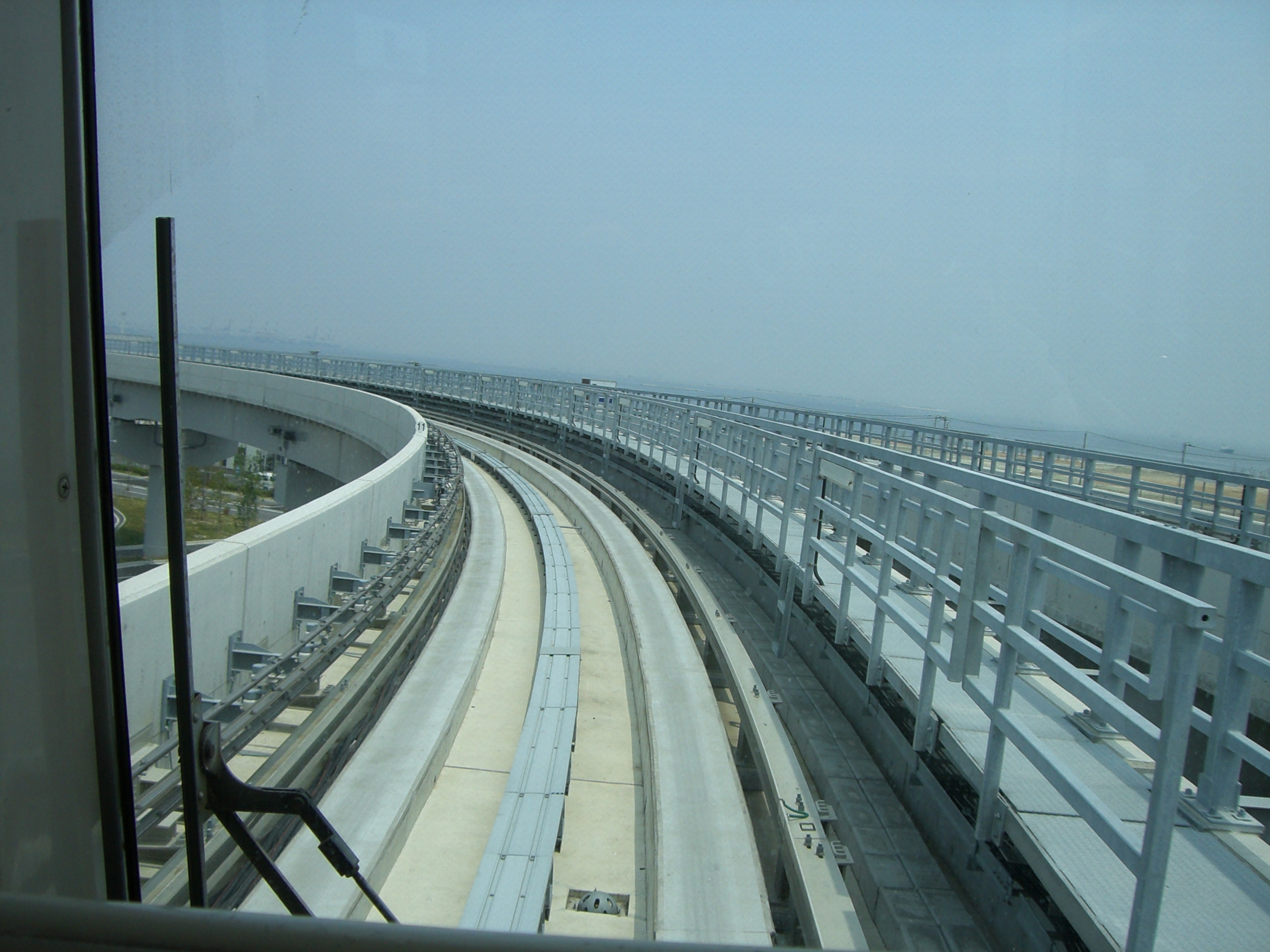
両側案内方式の軌道（ポートライナー）

側方案内方式のうち、分岐方法に「浮沈式」を採用する路線を両側案内方式と呼ぶ場合がある。営業路線として採用したのは1981年（昭和56年）2月に開業した、日本で最初の AGT 営業路線である神戸新交通ポートアイランド線（ポートライナー）のみ。分岐時などで一時的に片側のみの拘束となる側方案内方式に対して、案内軌条自体が上下に浮沈することにより、常に両側が案内軌条にあたった状態で走行する。対応した車両側には、案内輪のみが取り付けられ、分岐用案内板や分岐案内輪が不要であり、軌道幅員を狭めることができる。分岐部分の構造が比較的複雑であるため建設費が高く、標準規格にはならなかった。閉床構造であることや、ステアリング・ボギー台車双方の導入が可能なことは側方案内方式と同じである。ポートライナーでは左右案内板の間隔を 2,430 mm としている。

#### 中央案内方式

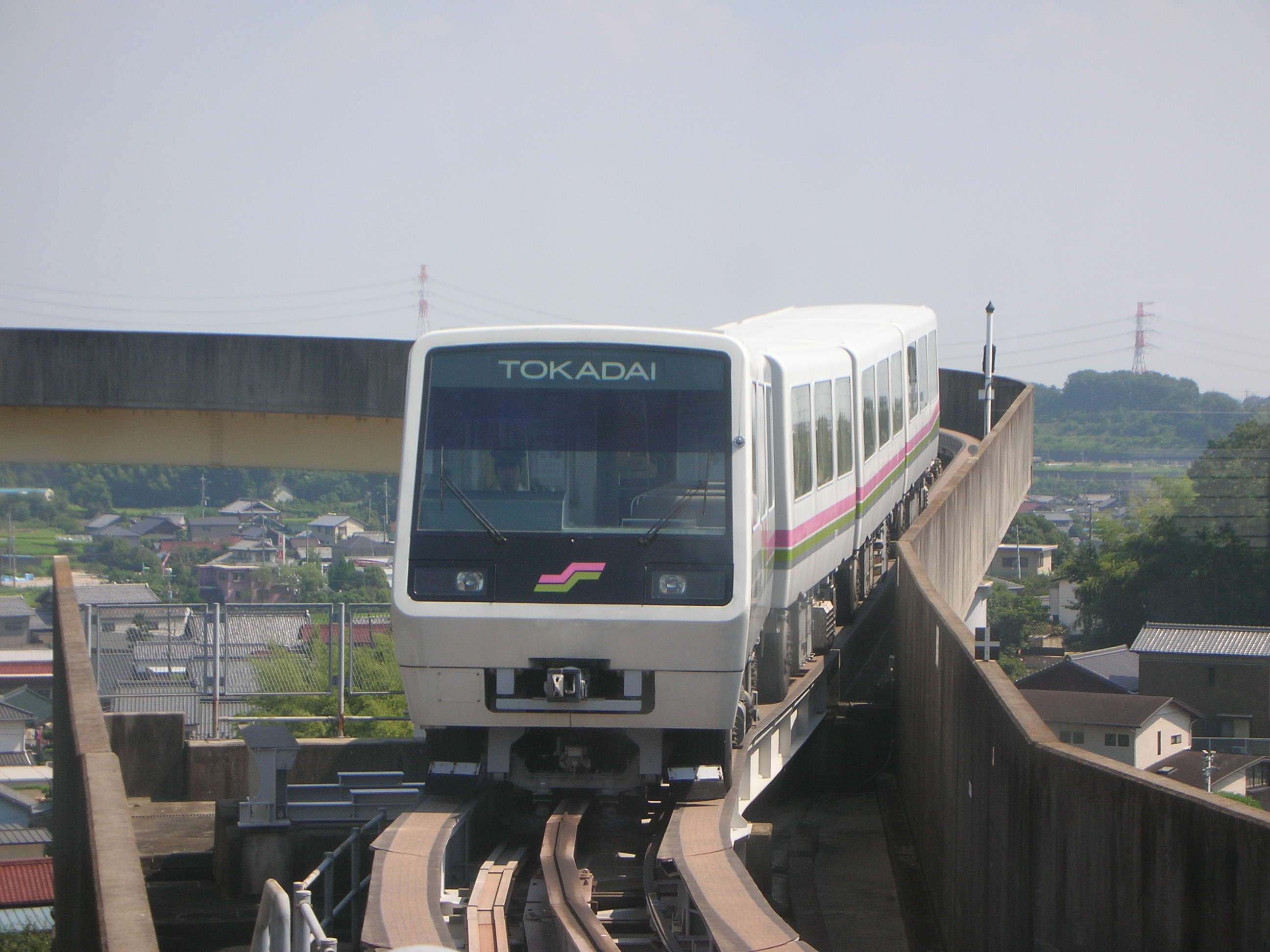
中央案内方式の軌道と車両（ピーチライナー）

最初に営業路線として採用したのは1982年（昭和57年）に開業した、山万ユーカリが丘線である。この方式では、上記2方式とは異なり、走行路間の中央に案内板を配置する。稀にモノレールと案内されることや、AGT と別に案内される場合もある。一般には開床構造となり幅員は狭くできるものの、モノレールのように乗客に不安感を与える可能性がある点や、避難通路として軌道上が使えないこと、ボギー台車のみの導入実績しか持っていないことなどにより、標準規格にはならず、山万以外では1991年（平成3年）に開業した桃花台新交通桃花台線（ピーチライナー）にしか採用例が無い。
分岐方式は、「水平回転式」を採用し、モノレールと分岐構造が似ている。側方案内方式や両面案内方式の車両にあったような案内バーなど、車両から側面に出っ張った部分はない。この分岐方式も、可動部が大きく建設費が高額となることから標準規格にはならなかった。

### 車両
小型軽量でゴムタイヤで走行することから走行音が小さい。無人運転が前提として設計される路線が多い。類似の交通機関であるモノレールよりもさらに1両当たりの車両寸法が小さいのが特徴である。車体の材質は、初期の頃は普通鋼が使用されていたが、2000年代以降は車体の腐食防止や軽量化を図るために、普通鉄道車両と同じくステンレス合金やアルミニウム合金が使用されている。構成技術の根幹部分は鉄道の電車と同じだが、ゴムタイヤを使用しているため、走行装置や動力伝達機構などには自動車の技術が使用されている。車両の製造は路線設計を行っている会社で行われる場合が多いが、近年では路線の技術開発に携わっていない会社による製造もあり、路線のベースシステムと車両製造会社が一致しているとは限らない。

#### 車両寸法
車両寸法は、「標準型新交通システム」で定められた標準規格では、最大幅を 2,400 mm、走行装置の最大幅は 2,160 mm、最大高さを軌道面から 3,300 mm としており、車両重量は、満車時で 18 t 以下、車輪の車軸に掛かる軸重は 9 t 以下としている。走行用の車輪を車端側に2つ配置としており、2つの車輪の軸距（ホイールベース）は車輪の中心から 5,000 mm、車端から車輪の中心までの距離は 1,300 mm としている。標準規格は定められていないが、車両長は 7,500 mm から 8,500 mm まで、自重はおおよそ 10.5 t から 11.8 t まで存在する。

#### 車内

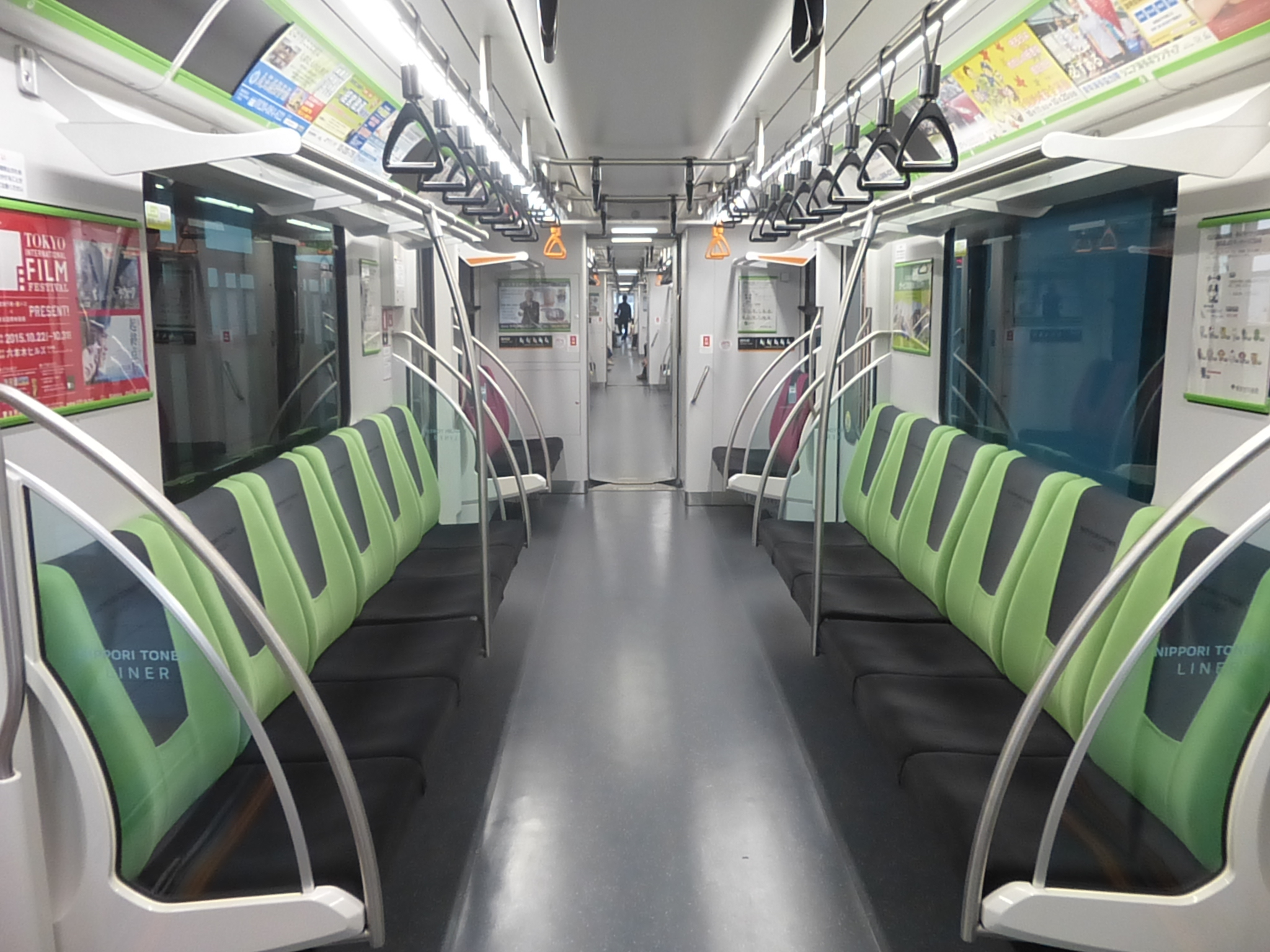
標準的な車内（東京都交通局330形電車）

車内は、小型車両を用いているため普通鉄道よりも少し狭く、ドアは1両につき1 - 2つ程度が左右両側に配置される。なお、進行方向右側のみにプラットホームがある路線が多く、中でも桃花台新交通桃花台線で使用されていた桃花台新交通100系電車はドアが右側のみであった。初期の車両は制御装置やモニタ装置などが大型であり、床下に収まらないものは連結部付近に装置収納箱として配置されていたため、箱の上を荷物置き場として活用している。近年の車両では機器類の小型化により床下や座席下などに収めることで車内空間が広がり、荷物置き場の代わりに荷物棚が設置されるようになった。
座席は、ロングシートを用いた車両が多いが、一部の路線ではボックスシートや固定式クロスシートを用いた車両や、それらを組み合わせた車両も用いられている。自動運転を行う路線の車両では、運転台や運転席は存在するものの乗務員室が存在せず、通常運転台は施錠されており運転席が開放されているため、最前部にまで乗客が座ることができ前面展望を楽しむことができる。なお、緊急時や訓練時に運転台を使用する場合は、バーやベルトで運転席とその他の席を仕切ることができる。

#### 性能
路線の駅間距離が短いため、最高速度は一般的に 60 km/h の路線がほとんどである。神戸新交通六甲アイランド線が 62.5 km/h 、桃花台新交通桃花台線が 55 km/h 、西武山口線が 50 km/h である。なお、三菱重工業によりこれまでの倍である 120 km/h の走行が可能な「Super AGT」が開発中である。加速性能は、普通鉄道に比べて高く設定され、多くの路線では 3.5 km/h/s 程度である。

#### 台車

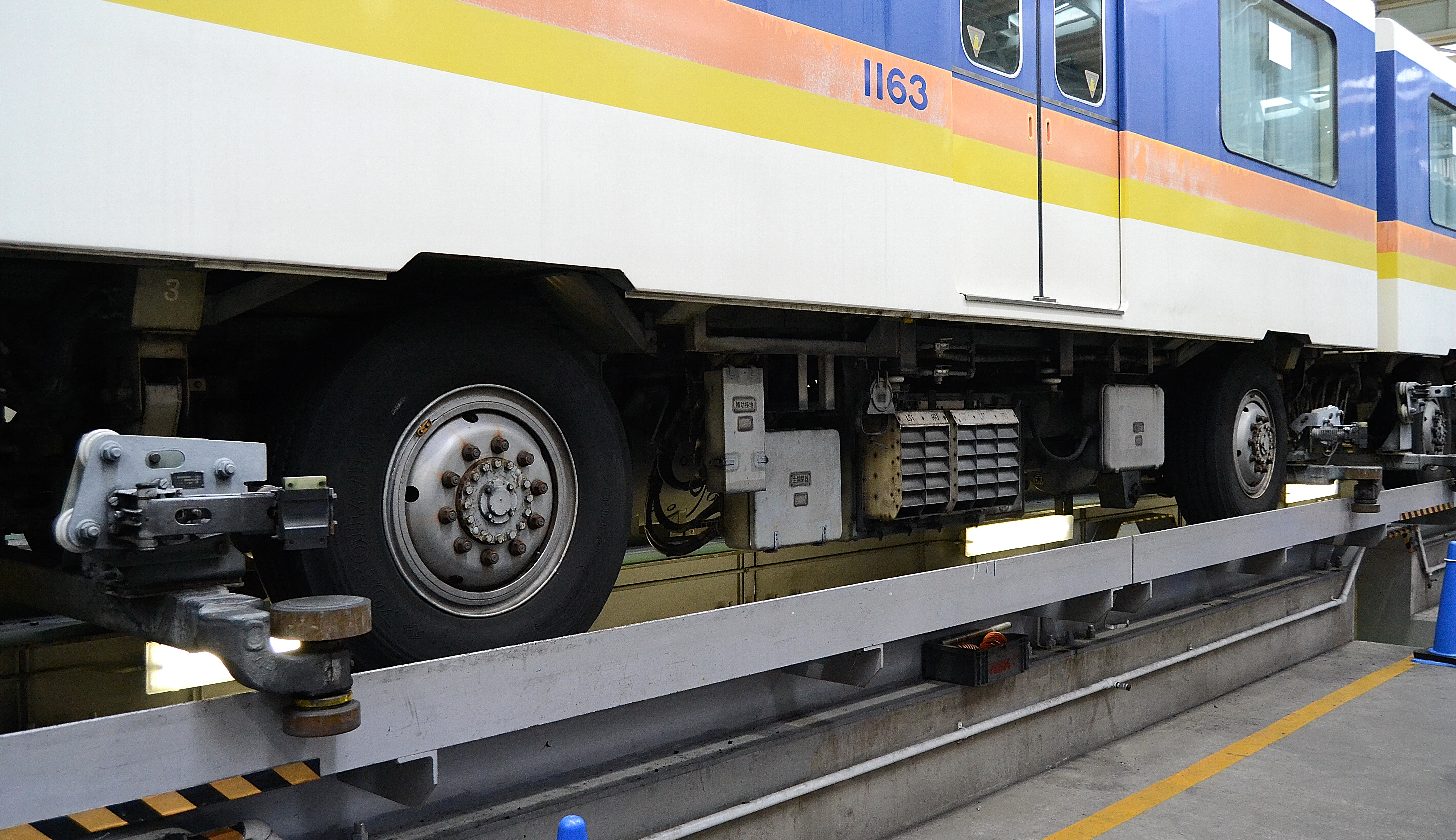
側方案内方式の2軸4輪ステアリング方式の台車。案内輪・分岐案内輪が車輪の車端側に配置されている。（横浜新都市交通1000形電車）

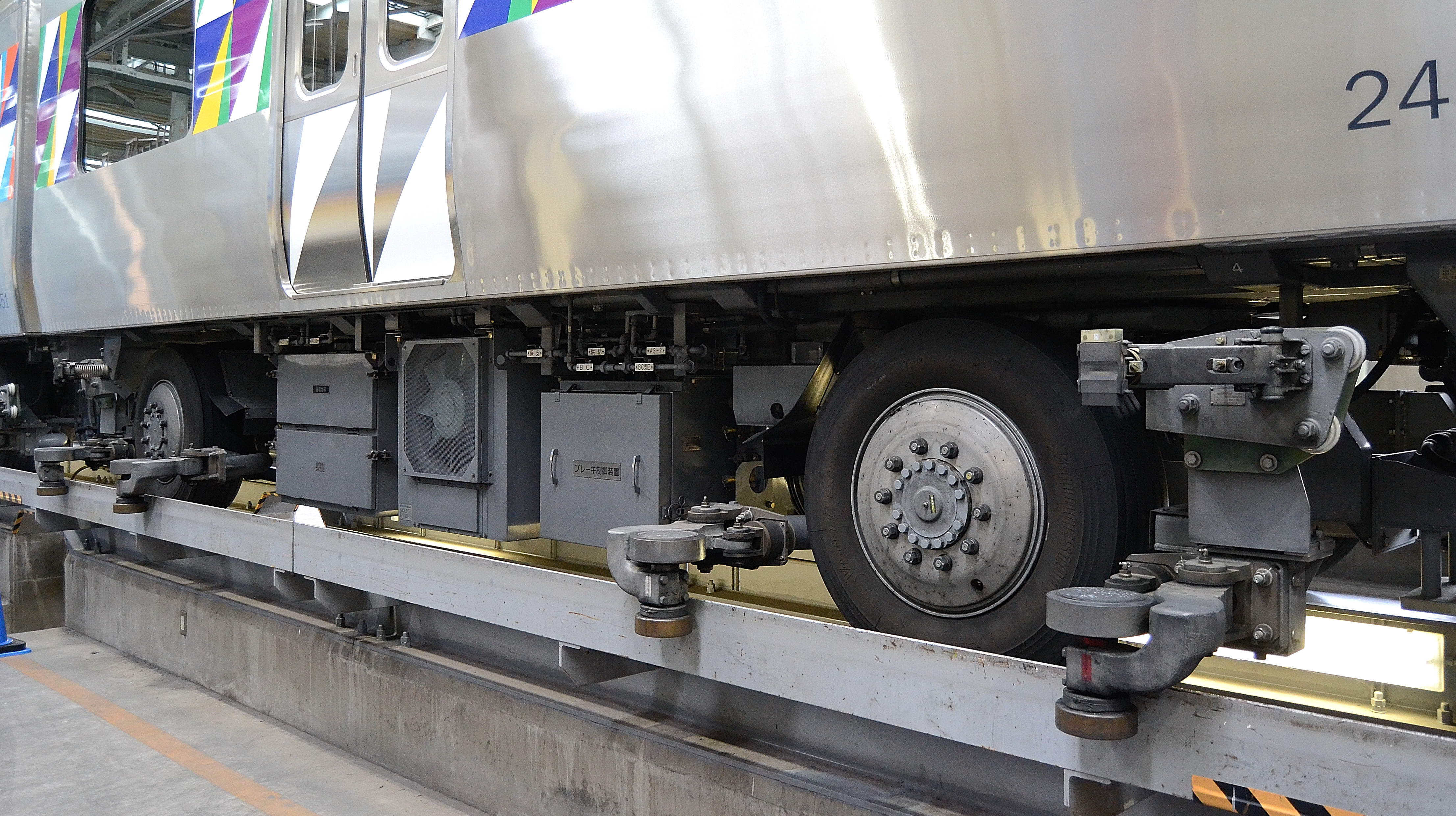
側方案内方式の4案内輪車軸ボギー方式の台車。案内輪・分岐案内輪が車輪の両側に配置されている。（横浜新都市交通2000形電車）

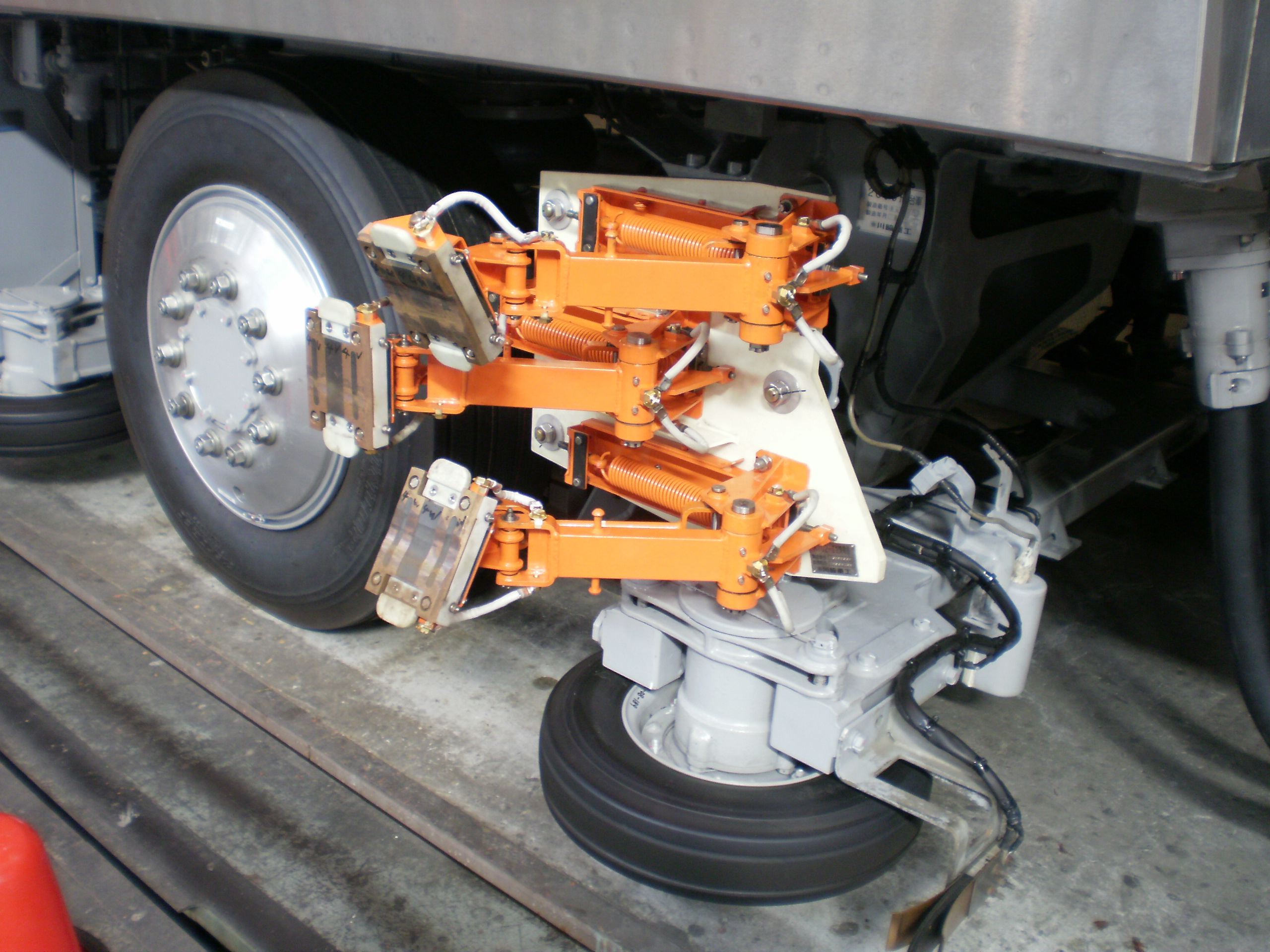
両側案内方式の4案内輪車軸ボギー方式の台車。案内輪がゴムタイヤ製であり、分岐案内輪がない。（神戸新交通2000型電車）

台車は、平行リンク式の軸箱支持装置を持つダイヤフラム式の空気ばね付きのユニット台車またはボギー台車が採用されている。また曲線での走行をスムーズにするため、1台のモーターで車輪を差動歯車を介して駆動させる他に、走行車輪を案内軌条によって転向させる「案内操向装置」を装備している。中央案内方式では、1軸ボギー台車とし鉄道車両のボギー台車と同じく、その中心を軸として旋回させる方式を採用。側方案内方式では、左右の走行車輪の車端側に2個の案内車輪を配置して、案内車輪の変位を案内棒･ロッド･前後進切替装置などの案内操向装置を介して、自動車と同じようなナックルを設けた走行車輪に伝達され、走行車輪を操向（ステアリング）させる「2軸4輪ステアリング方式」と、案内操向装置と車輪の車軸とを一体化させた1軸ボギー台車とし、左右の走行車輪の両側に4個の案内車輪を配置して、その案内車輪の変位を、台車に装着された案内操向装置を介して直接台車に伝達することで、台車全体を旋回させる「4案内輪車軸ボギー方式」などが採用されている。集電装置は、車両下部の案内操向装置側面に、舟体・アーム・スプリングで構成された集電器が1枚の盤にまとまって装着されており、それを介して車内に給電されている。

#### 車輪
走行輪･案内輪にはゴムタイヤが使用されており、初期の頃は、走行輪にはウレタン充填スチールコードラジアルタイヤと呼ばれるノーパンクタイヤが採用されていたが、乗り心地が良くないため、最近の走行輪のゴムタイヤには、ウレタンの代わりに窒素ガスを充填し、急なパンクやエア抜けなどで車体が必要以上に傾かないように中子と呼ばれる鉄の補助輪を内蔵したチューブレスのラジアルゴムタイヤを採用しており、乗り心地の向上と騒音低下が図られている。また、安定した走行性能を得るために、偏平タイヤを使用している。案内輪には両側案内方式の車両のみに使用され、硬質ウレタン充填タイヤと呼ばれるノーパンクタイヤが使用されている。また、走行輪のタイヤは、バスやトラックのタイヤとほぼ同じ大きさでありながら重い車体を支えるため、単体で 4.5 t の負荷荷重がかかり、130 kg の重量がある。しかし、鉄輪に比して摩耗の早いゴムタイヤは利用者に比例した維持費を必要とし、軌道保守についてもコンクリート走行面の整備となるため微細な調整ができず、経年劣化による乗り心地悪化なども発生している。

#### 主要装置
制御装置は、登場初期は直流ではチョッパ制御、三相交流ではサイリスタ位相制御で直流モーターを制御する方式が用いられていたが、近年では両者ともVVVFインバータ制御が主流となっており、特に三相交流の場合では、コンバータ装置と VVVFインバータ装置を1つのユニットにまとめた、主変換装置 (CI) により、コンバータで直流に変換した後、VVVFインバータで三相交流に変換して誘導（交流）モーターを制御する方式が採用されている。制御システムは、近年は2両にある電動機を1台の制御装置で制御する、いわゆる 1C2M 構成の2両単位方式が多い。ブレーキ方式は、近年の普通鉄道でも採用されている、回生ブレーキ併用の電気指令式空気ブレーキを装備している。モーターの装架または動力を伝達する方式は、車体装架直角カルダン駆動方式を採用しており、モーターからの動力を自在継手と差動歯車を介して車輪に伝達されている。車両基地での検修作業において電車線が無い車庫内で車両を移動させる際には、天井に配置された電源ケーブルを主栓と呼ばれるプラグを介して車両に接続して給電を行って移動させている。

#### 互換性
新しい交通システムであるため、既存の一般的な鉄道にはない弱点が見られる。車両や信号、軌道に使用されている部品類が代替の出来ないシステム固有の物である場合が多く、他社製品とは互換性が無く市場原理が働かないので消耗品や交換部品の費用が下がらず、運行経費を押し上げる一因となっている。これにより製造会社にとっては安値で受注して消耗品や交換部品で稼ぐビジネスモデルが成り立ち、うまみのある安定した収益源になっている。近年では、これらの消耗交換時の経済性を追求し、市販のトラック・バス用規格タイヤを使用できるような設計の開発などが行われている。
直通運転は、規格や方式に違いがある場合は乗り入れることができないため不可能である。ただし規格や方式が全く同一である場合は乗り入れが可能であり、2005年までは大阪市交通局南港ポートタウン線とOTSニュートラムテクノポート線が相互直通運転を行い一体となった運用がされていた。これは後から開業したニュートラムテクノポート線が南港ポートタウン線と相互直通運転を行うことを前提として完全に同一規格で建設されたことにより実現していたものであり、過去も含めて直通運転の唯一の事例となっている。

### 列車検知・運行管理
列車検知は、従来の鉄道の軌道回路が使用できないため、列車検知装置（TD）を採用している。これは、列車からチェックインとチェックアウトの信号を受信するチェックイン・チェックアウト方式と、走行路に敷設された誘導ループ線により列車の位置を検知する方式の2つがある。誘導ループ線は自動列車制御装置 (ATC) の信号も流すことができるので、ATC/TD ループ線と呼ばれている。路線の閉塞には ATC が使用されているが、自動運転されている路線では、自動列車運転装置 (ATO) による無人運転で列車が運行されており、ATC を目標速度の設定及び保安確保のために使用している、この場合では、駅の手前や構内に ATO 地上子が軌道面に設置しており、停止目標までの距離を車上側の ATO 装置が認識して列車を停止目標で停止させるほか、正常な位置に列車が停車したことを列車が駅に送信することで、ドアの開閉の合図などの情報を駅側と列車側の間で双方向伝送を行いホームドアと列車のドアの開閉を行う。走行路の間には、車両と駅や中央指令所との間で情報を送受信するためのケーブルが入った、ATO データ伝送ループ線が設置されており、車両側の情報を駅や中央指令所に送るほか、中央指令所からの情報や緊急時の出発抑止などを車両側に送っている。
列車運行管理は、列車集中制御装置 (CTC) が設置され、コンピュータにより集中管理されている。中央指令所でコンピュータが列車の動きを把握し、列車ダイヤを基に自動制御するが、異常時には指令員の手動で制御できるようになっている。また、列車の運転制御や状態監視に使用する主要機器類は、装置の故障などで誤った運転情報を表示するなどで列車の運転に支障が出ないように、すべて多重系でフェールセーフ構造としており、安全を確保しているほか、電力･電路･信号保安･通信の各設備･自動運転などのシステムを統括して管理を行う総合管理システムからの各データを中央指令所に伝達することにより、列車の状態を監視して、必要に応じて的確な指示も出すことができる。

## AGTの導入

### 日本のAGT

#### 運営
都市計画法の定める都市施設では、AGT を新規で敷設する場合は都市計画道路の内の「特殊街路（新交通専用道）」として建設される場合が多い。これは、道路交通の混雑緩和等を名目として、道路関連補助金を活用して建設されるからで、建設した新交通専用道は軌道が占有する位置づけとし、また駅舎に通じる階段・通路・バリアフリー設備は「歩道橋」とその付帯設備扱いとしている例がある。したがって適用法令は、そのような新交通専用道においては軌道法の「軌道（案内軌条式）」、新交通専用道に該当しない場合は鉄道事業法の「鉄道（案内軌条式鉄道）」とを混在させている例がある。
運営を行う鉄道事業者は、第三セクターが行うものがほとんどである（ほかに地方公営企業（公営交通 = 交通局）による路線が1例（東京都交通局）、純民間企業による路線が2例（山万・西武鉄道）存在する）。全線が完全立体交差の専用軌道上を走行し、なおかつコンピュータ制御による運行のため、安全性が高く、人身事故やヒューマンエラーが発生しにくい。そのため、開業以来無事故記録を持つ鉄道事業者が多く存在する。また、専用軌道であること、ゴムタイヤで走行すること、コンピュータによる自動運転であることなどにより、駅間距離が短い路線にも対応でき、なおかつ従来の輸送システム以上に定時性に優れた高頻度運転が可能である。路線によっては1分単位の運用がされる場合もある。また、急行列車や快速列車などの運行にも対応している。
また、技術的にも無人運転を前提に開発されたことから、無人運転の導入が容易で労務コストが低減、地下鉄に対して運転費を半分以下に抑えることが可能。加えてその近未来的なイメージが大都市近郊の自治体などに注目され、普通鉄道よりも簡易な公共交通機関として、郊外や港湾地域に造成されたニュータウンやオフィス街などの通勤・通学の足として建設が進んだ。現在では日本以外でも多く採用され、世界の大規模空港内の無人運転の旅客輸送システムとしても活躍している。高速運転やより廉価に導入できる車両の開発なども進められた。

#### 日本のAGT路線一覧
空港移動路線等を除いた鉄道事業法および軌道法に基づく日本の AGT 営業路線は下記の通りである。
| 事業者名                         | 路線名                     | 路線愛称                   | 営業 キロ (km) | 開業年 | 運転 方式 | 案内 方式 | ベース システム | 事業 種別 | 備考 |
| -------------------------------- | -------------------------- | -------------------------- | -------------- | ------ | --------- | --------- | --------------- | --------- | --- |
| 埼玉新都市交通                   | 伊奈線                     | ニューシャトル             | 12.7           | 1983年 | ワンマン  | 側方      | NTS             | 鉄道      | |
| 西武鉄道                         | 山口線                     | レオライナー               | 2.8            | 1985年 | ワンマン  | 側方      | NTS             | 鉄道      | |
| 山万                             | ユーカリが丘線             | ユーカリが丘線             | 4.1            | 1982年 | ワンマン  | 中央      | VONA            | 鉄道      | 初の純民間企業路線。 |
| 東京都交通局                     | 日暮里・舎人ライナー       | 日暮里・舎人ライナー       | 9.7            | 2008年 | 無人      | 側方      | 標準型          | 軌道      | |
| ゆりかもめ                       | 東京臨海新交通臨海線       | ゆりかもめ                 | 14.7           | 1995年 | 無人      | 側方      | 標準型          | 鉄道 軌道 | 営業キロ程のうち鉄道：6.8 km、軌道：7.9 km |
| 横浜シーサイドライン             | 金沢シーサイドライン       | シーサイドライン           | 10.8           | 1989年 | 無人      | 側方      | 標準型          | 軌道      | 標準型新交通システム第1号。 |
| 桃花台新交通                     | 桃花台線                   | ピーチライナー             | 7.4            | 1991年 | ワンマン  | 中央      | VONA            | 軌道      | 2006年事業廃止。 |
| 大阪市高速電気軌道 (Osaka Metro) | 南港ポートタウン線         | ニュートラム               | 7.9            | 1981年 | 無人      | 側方      | NTS             | 鉄道 軌道 | 営業キロ程のうち鉄道：3.3 km、軌道：4.6 km 大阪市交通局により初の公営交通路線として開業（2018年民営化）。 営業キロ程は大阪港トランスポートシステムからの譲渡・貸与区間を含む。 |
| 大阪港トランスポートシステム     | ニュートラムテクノポート線 | ニュートラムテクノポート線 | 1.3            | 1997年 | 無人      | 側方      | NTS             | 鉄道 軌道 | 営業キロ程のうち鉄道：0.6 km、軌道：0.7 km 2005年大阪市交通局（現：Osaka Metro）に譲渡・貸与。                                                                                 |
| 神戸新交通                       | ポートアイランド線         | ポートライナー             | 10.8           | 1981年 | 無人      | 両側      | KCV             | 鉄道 軌道 | 営業キロ程のうち鉄道：3.0 km、軌道：7.8 km 日本初の実用営業路線。一時期快速運転を実施していた。                                                                                |
| 神戸新交通                       | 六甲アイランド線           | 六甲ライナー               | 4.5            | 1990年 | 無人      | 側方      | 標準型          | 鉄道 軌道 | 営業キロ程のうち鉄道：1.5 km、軌道：3.0 km |
| 広島高速交通                     | 広島新交通1号線            | アストラムライン           | 18.4           | 1994年 | ワンマン  | 側方      | 標準型          | 鉄道 軌道 | 営業キロ程のうち鉄道：0.3 km、軌道：18.1 km 営業キロ程のうち0.3 km（鉄道線区間）は地下鉄扱い。 一時期急行運転を実施していた。                                                  |

##### 期間限定で運行された路線
- KRT線（沖縄国際海洋博覧会協会）
愛称は「Expoニューシティカー」。神戸製鋼所が開発した「KRT」 (Kobe personal Rapid Transit) によるAGT路線である。
- CVS線（沖縄国際海洋博覧会協会）
愛称は「Expo未来カー」。通商産業省が中心となり開発した「CVS」 (Computer-controlled Vehicle System) によるAGT路線である。

1975年7月20日 - 1976年1月18日に沖縄県本部町で開催された沖縄国際海洋博覧会において運行された、案内軌条式の軌道路線である。会場内の輸送手段として上記の2路線が運行されており、いずれの路線も財団法人沖縄国際海洋博覧会協会が軌道法による期間限定営業特許を受けて会期中期間限定の旅客運送を行っていた。日本初の案内軌条式鉄道の営業路線であり、日本初の新交通システムの営業路線でもあった。

#### 利用状況
平成28年度の AGT 路線の輸送人員および混雑率は下記の通りである。
| 事業者名             | 路線名               | 調査区間                            | 調査時間帯    | 編成 (両) | 本数 (本/h) | 輸送力 (人/h) | 輸送人員 (人/h) | 混雑率 (%) |
| -------------------- | -------------------- | ----------------------------------- | ------------- | --------- | ----------- | ------------- | --------------- | ---------- |
| 埼玉新都市交通       | 伊奈線               | 鉄道博物館 → 大宮                   | 07:02 - 08:02 | 6         | 14          | 3,598         | 4,026           | 112        |
| 山万                 | ユーカリが丘線       | 地区センター → ユーカリが丘         | 06:30 - 07:30 | 3         | 8           | 1,120         | 368             | 33         |
| 東京都交通局         | 日暮里・舎人ライナー | 赤土小学校前 → 西日暮里             | 07:20 - 08:20 | 5         | 18          | 4,410         | 8,322           | 189        |
| ゆりかもめ           | 東京臨海新交通臨海線 | 竹芝 → 汐留                         | 08:00 - 09:00 | 6         | 19          | 5,928         | 5,844           | 99         |
| 横浜シーサイドライン | 金沢シーサイドライン | 新杉田 → 南部市場                   | 07:26 - 08:26 | 5         | 15          | 3,540         | 4,010           | 113        |
| 大阪市高速電気軌道   | 南港ポートタウン線   | 住之江公園 → 平林                   | 07:40 - 08:40 | 4         | 24          | 4,032         | 3,099           | 77         |
| 大阪市高速電気軌道   | 南港ポートタウン線   | コスモスクエア → トレードセンター前 | 08:00 - 09:00 | 4         | 24          | 4,032         | 3,835           | 95         |
| 神戸新交通           | ポートアイランド線   | 貿易センター → ポートターミナル     | 08:00 - 09:00 | 6         | 27          | 8,100         | 10,363          | 128        |
| 神戸新交通           | 六甲アイランド線     | 魚崎 → 南魚崎                       | 08:00 - 09:00 | 4         | 21          | 3,696         | 4,054           | 110        |
| 広島高速交通         | 広島新交通1号線      | 牛田 → 白島                         | 07:45 - 08:45 | 6         | 22          | 6,292         | 8,656           | 138        |

#### 経営状況
AGT を採用した路線の経営状況は下記の通りである。▲は赤字を示す。
| 事業者名                     | 会計年度   | 純損益           | 利益剰余金         | 出典   | 備考                                     |
| ---------------------------- | ---------- | ---------------- | ------------------ | ------ | ---------------------------------------- |
| 埼玉新都市交通               | 平成26年度 | 約4億1,700万円   | 約7億4,500万円     | [ 29 ] |                                          |
| 西武鉄道                     | 平成26年度 | 約204億2,800万円 | 約1,221億2,500万円 | [ 30 ] | AGT 以外の路線の経営状況と合算されている |
| 日暮里・舎人ライナー         | 平成26年度 | ▲約12億1,200万円 | ▲約129億8,000万円  | [ 31 ] | 日暮里・舎人ライナー単独の経営状況       |
| ゆりかもめ                   | 平成26年度 | 約10億4,659万円  | 約55億5,724万円    | [ 32 ] |                                          |
| 横浜シーサイドライン         | 平成26年度 | 約6億0,925万円   | ▲約67億0,368万円   | [ 33 ] |                                          |
| 大阪市交通局                 | 平成25年度 | 約333億8,643万円 | 約334億8,171万円   | [ 34 ] | AGT 以外の路線の経営状況と合算されている |
| 大阪港トランスポートシステム | 平成25年度 | 約4億7,539万円   | 約15億6,841万円    | [ 35 ] | AGT 以外の路線の経営状況と合算されている |
| 神戸新交通                   | 平成27年度 | 約11億7,440万円  | 約11億7,440万円    | [ 36 ] |                                          |
| 広島高速交通                 | 平成26年度 | 約3億4,938万円   | ▲約109億2,711万円  | [ 37 ] |                                          |

### 日本以外でのAGT

#### APM
APM（Automated People Mover）はウェスティングハウス・エレクトリック（米）が開発した AGT 方式の交通システム。現在はボンバルディア Innovia APM が受け継いでいる。なお日本国内には現在このシステムはない。
ただし他社が開発した AGT でも APM と呼ぶことが少なくない。

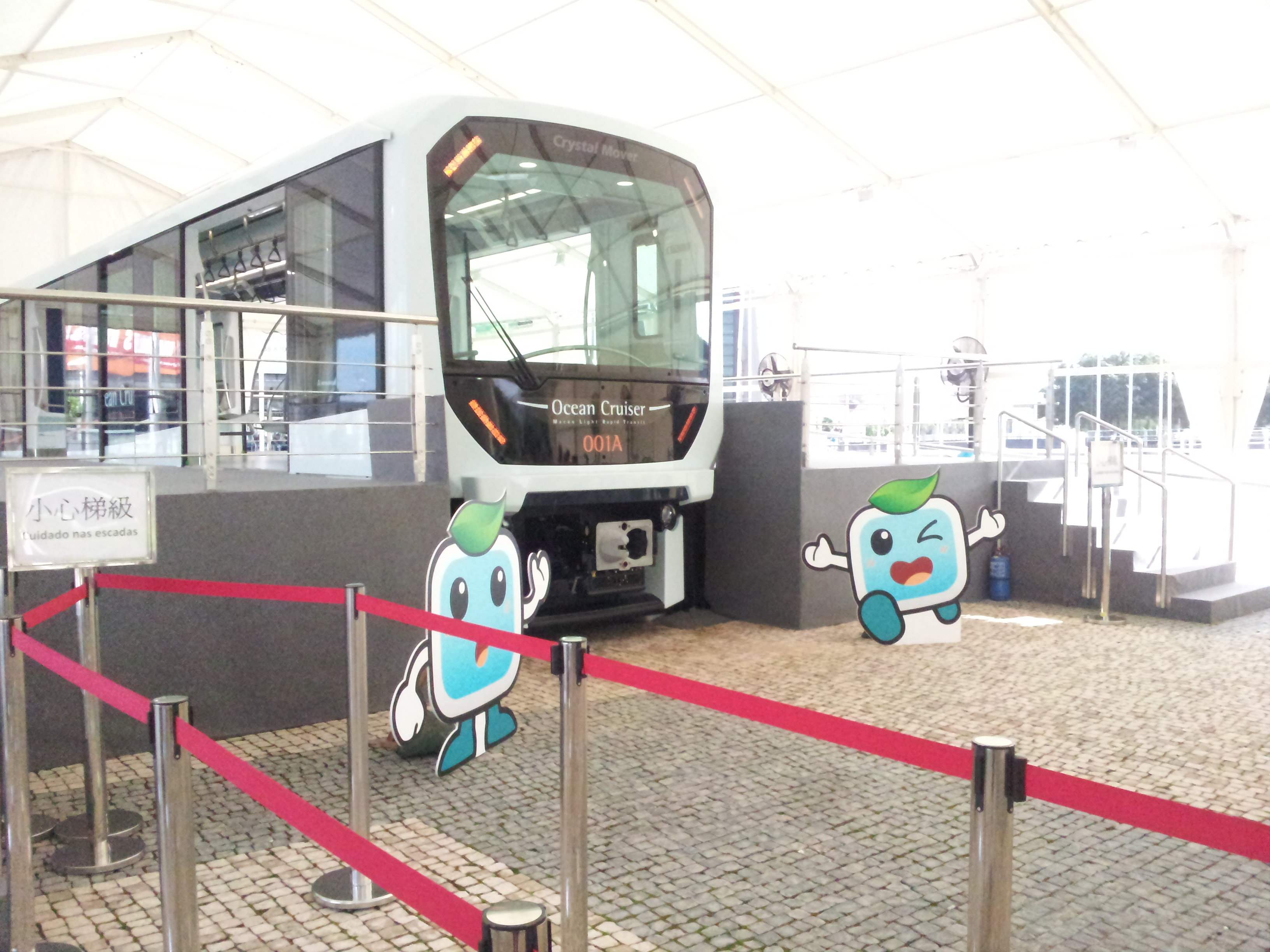
APM または LRT と呼ばれるマカオマカオLRTのクリスタルムーバー

三菱重工業では、製造した AGT のうち、空港及び海外向けの車両を APM としている。ブランド名は「クリスタルムーバー (Crystal Mover)で、中でも空港向けを特に「クリスタルムーバー (Crystal Mover)」、都市向けを「アーバニスモ (Urbanismo)」として区別しており、これらが採用された路線ではその名称のまま呼称する場合もある。日本国内ではこの都心向けアーバニスモを、ゆりかもめ7300系電車や東京都交通局330形電車、埼玉新都市交通2020系電車などとして、既存のAGT路線の新型車両に採用している。なお、三菱重工業では日本国内に投入されたアーバニスモはAGT と呼称している。

#### VAL

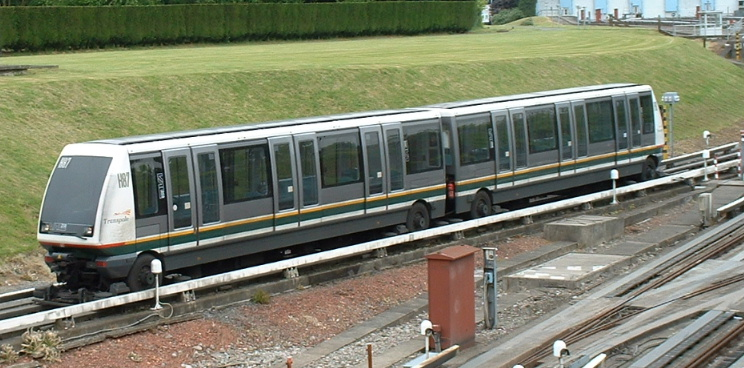
リール地下鉄のVAL208

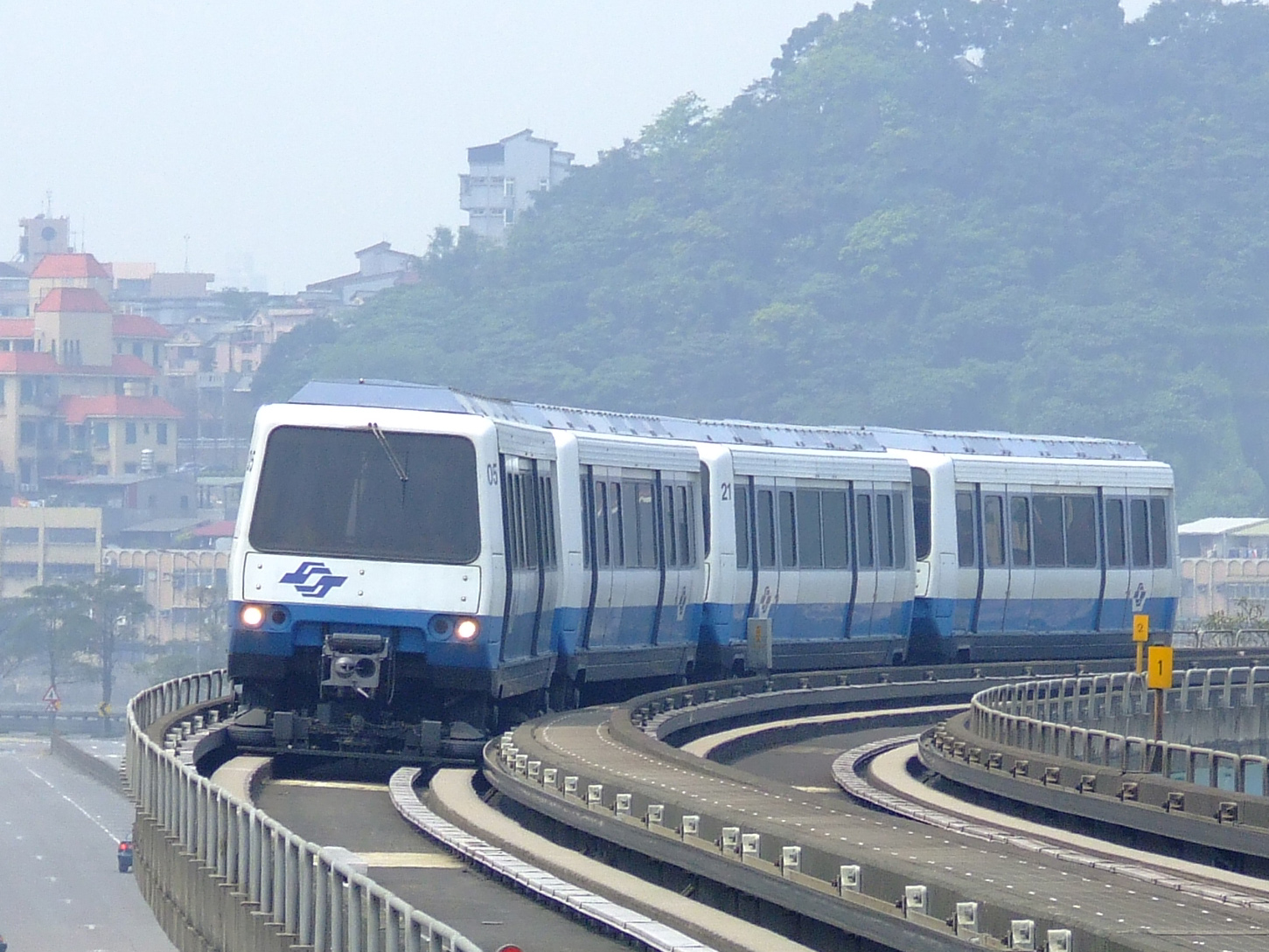
台北地下鉄木柵線VAL256型中運量電聯車

VAL は、フランスのマトラが開発した AGT の一種で、地下線や高架線の走行を考慮した設計である。日本のミニ地下鉄と性格の共通点がある。

#### 日本以外の AGT 路線一覧
| 国・地域名     | 都市名（事業者名）               | 路線名                   | 走行システム       | 営業キロ | 開業年 |
| -------------- | -------------------------------- | ------------------------ | ------------------ | -------- | ------ |
| シンガポール   | シンガポール (SMRT)              | LRTブキ・パンジャン線    | APM                | 7.8 km   | 1999年 |
| シンガポール   | シンガポール (SBS Transit)       | LRTセンカン線            | クリスタルムーバー | 10.7 km  | 2003年 |
| シンガポール   | シンガポール (SBS Transit)       | LRTプンゴル線            | クリスタルムーバー | 10.3 km  | 2005年 |
| 台湾           | 台北市（台北捷運）               | 文山線                   | VAL                | 10.5 km  | 1996年 |
| 台湾           | 台北市（台北捷運）               | 内湖線                   | VAL                | 14.8 km  | 2009年 |
| 大韓民国       | 釜山広域市（釜山交通公社）       | 4号線                    | K-AGT              | 12.7 km  | 2011年 |
| 大韓民国       | 議政府市（仁川交通公社）         | 議政府軽電鉄             | VAL                | 11.1 km  | 2012年 |
| 大韓民国       | ソウル特別市（南ソウル軽電鉄）   | ソウル軽電鉄新林線       | K-AGT              | 7.8 km   | 2022年 |
| 中国           | マカオ                           | マカオLRT                | クリスタルムーバー | 12.5 km  | 2019年 |
| 中国           | 広州市                           | 珠江新城新交通システム線 | APM                | 3.88 km  | 2010年 |
| 中国           | 上海市(上海軌道交通)             | 浦江線                   | APM                | 6.7 km   | 2018年 |
| フランス       | リール (フランス)                | リール・メトロ           | VAL                | 29 km    | 1984年 |
| フランス       | パリ郊外（オルリー空港アクセス） | オルリーヴァル           | VAL                | 7.3 km   | 1991年 |
| フランス       | トゥールーズ                     | メトロ                   | VAL                | 12.3 km  | 1993年 |
| フランス       | レンヌ                           | メトロ                   | VAL                | 9.4 km   | 2002年 |
| イタリア       | トリノ                           | トリノ・メトロ           | VAL                | 13.2 km  | 2006年 |
| アメリカ合衆国 | マイアミ                         | メトロムーバ             | APM                | 7.1 km   | 1986年 |
| アメリカ合衆国 | モーガンタウン                   | モーガンタウンPRT        | PRT                | 13.2 km  | 1975年 |

### 空港内移動路線

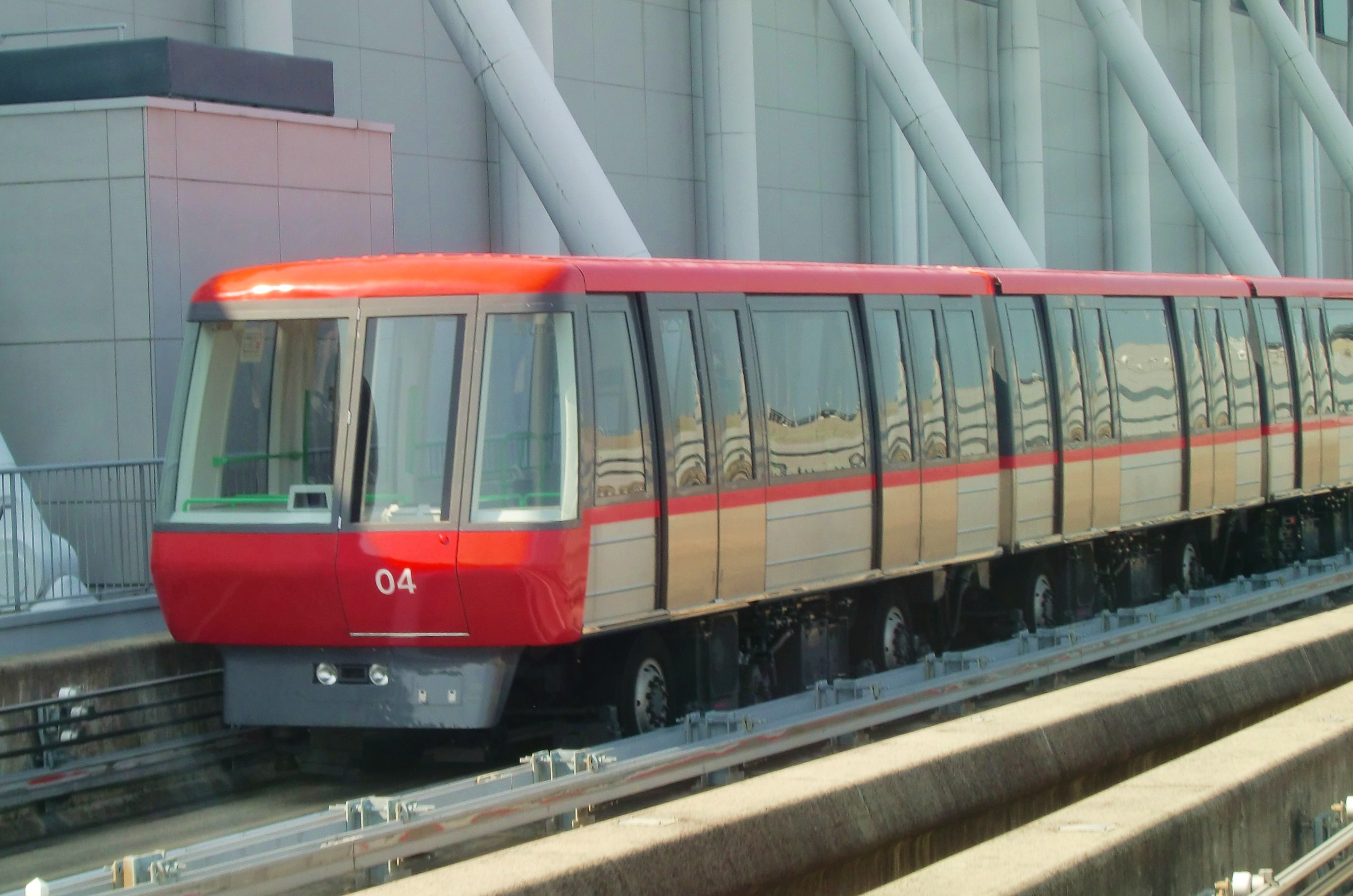
関西国際空港

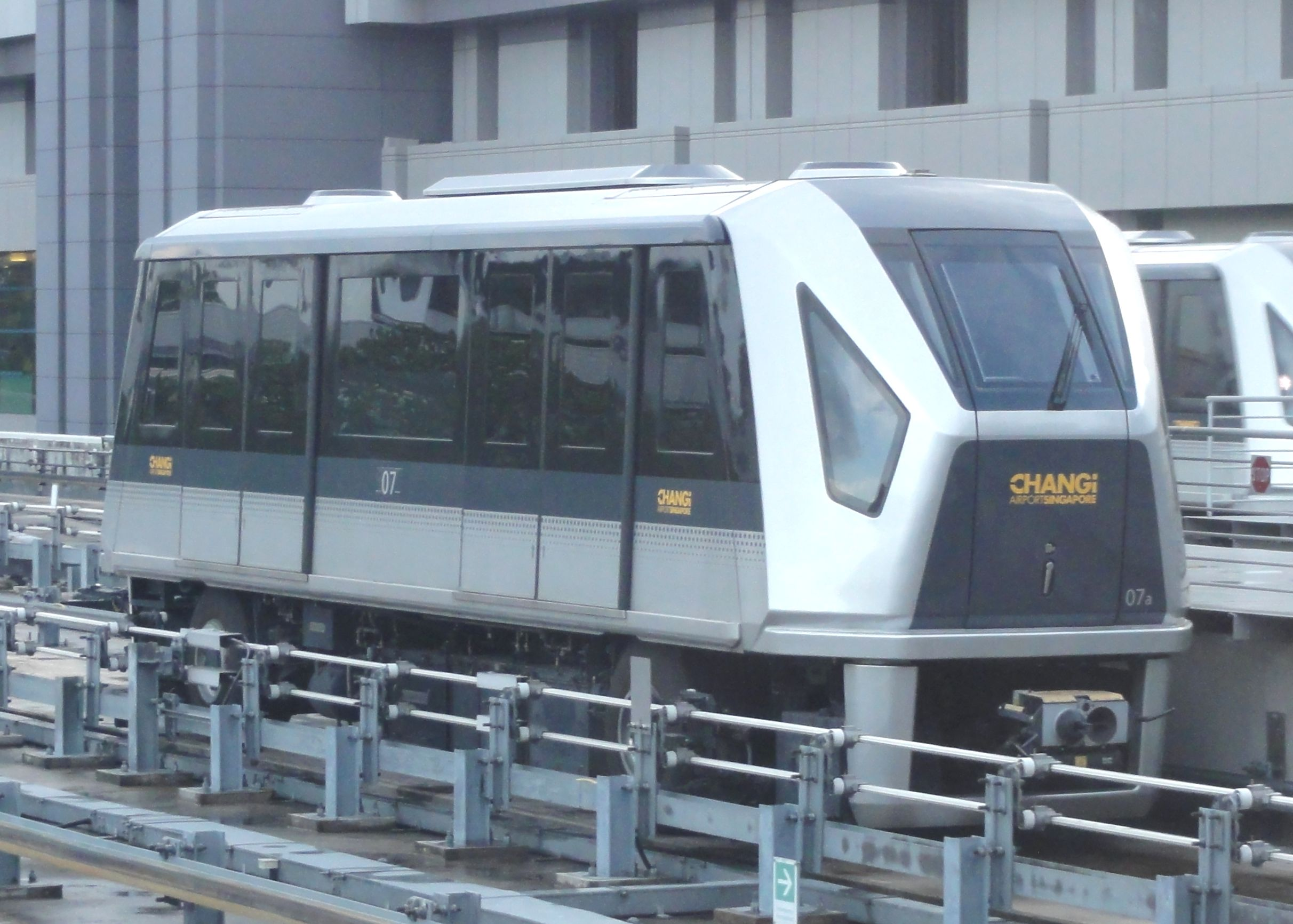
チャンギ国際空港

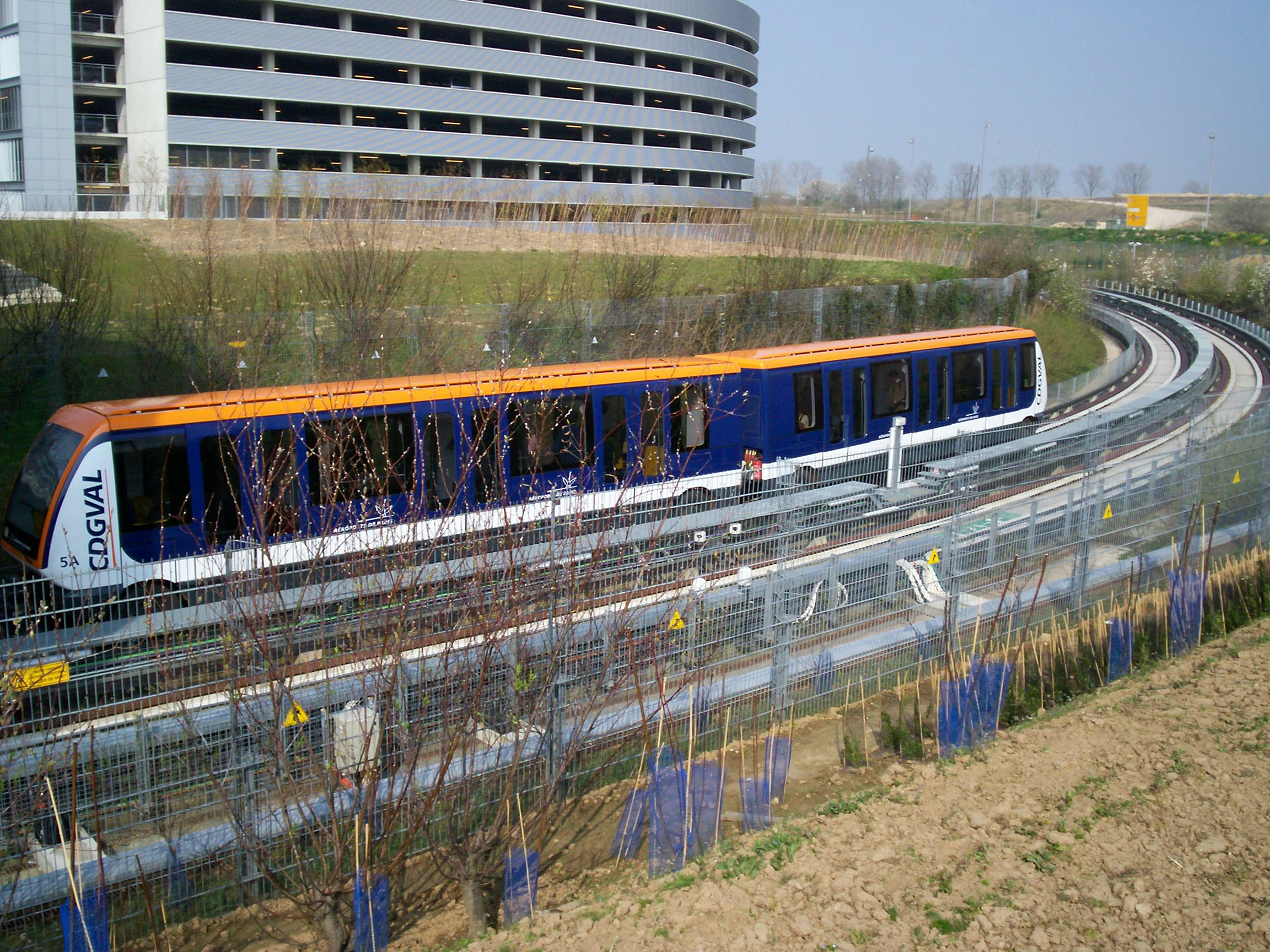
シャルル・ド・ゴール国際空港

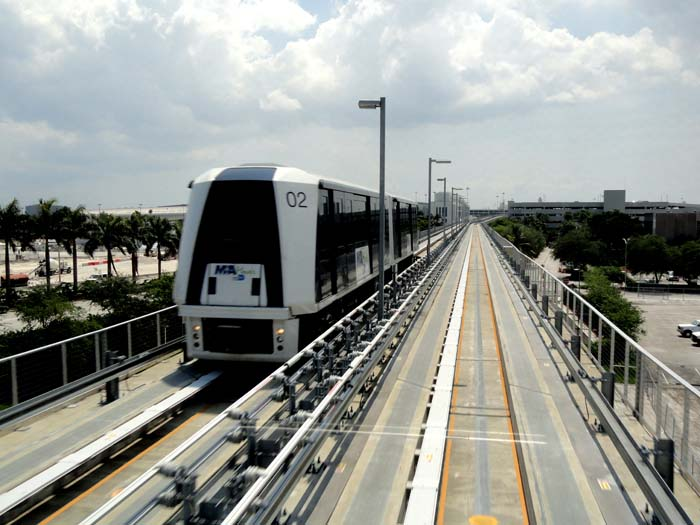
マイアミ国際空港

世界の大型空港でも、ターミナル間などの移動用に AGT の導入が20世紀末以降増えている。多くの場合空港敷地内の移動手段であるため総延長距離が短く料金もかからないことが多い。

#### アジア
- 関西国際空港（ウイングシャトル）
- 成田国際空港（成田空港第2ターミナルシャトルシステム）- 2013年9月27日運行終了[41]
- 仁川国際空港（仁川国際空港シャトルトレイン）
- 北京首都国際空港（ターミナル3ピープル・ムーバー）
- 香港国際空港（香港国際空港新交通システム）
- 台湾桃園国際空港（スカイトレイン）
- クアラルンプール国際空港（エアロトレイン）
- シンガポール・チャンギ国際空港（スカイトレイン）
- ドバイ国際空港（エアロスカイ）

#### ヨーロッパ
- アドルフォ・スアレス・マドリード＝バラハス空港（ピープル・ムーバー）
- フランクフルト空港（スカイライン）
- ロンドン・ヒースロー空港
- ロンドン・ガトウィック空港（トラックド・シャトル・システム）
- ロンドン・スタンステッド空港（トラック・トランジット・システム(TTS)）
- パリ＝シャルル・ド・ゴール空港（CDGVAL）
- チューリッヒ空港（スカイメトロ）
- フィウミチーノ空港（スカイブリッジ）

#### 北アメリカ
- トロント・ピアソン国際空港（LINKトレイン）
- メキシコ・シティ国際空港（アエロトレン）

アメリカ合衆国
- オーランド国際空港
- サクラメント国際空港（SMF全自動ピープル・ムーバー）
- サンフランシスコ国際空港（エアトレイン）
- シアトル・タコマ国際空港（サテライト・トランジット・システム）
- シンシナティ・ノーザンケンタッキー国際空港
- シカゴ・オヘア国際空港（エアポート・トランジットシステム（英語版））
- ジョージ・ブッシュ・インターコンチネンタル空港 - ヒューストン（ターミナリンク、インター＝ターミナル・トレイン）
- ジョン・F・ケネディ国際空港 - ニューヨーク（エアトレインJFK）
- ダラス・フォートワース国際空港（DFWスカイリンク）
- タンパ国際空港
- デンバー国際空港
- デトロイト・メトロポリタン国際空港（エクスプレストラム）
- ニューアーク国際空港（エアトレイン・ニューアーク）
- ハーツフィールド・ジャクソン・アトランタ国際空港（ATLスカイトレイン、ザ・プレーン・トレイン（英語版））
- ピッツバーグ国際空港
- フェニックス・スカイハーバー国際空港（PHXスカイ・トレイン（英語版））
- マイアミ国際空港（スカイトレイン、MIAムーバー）
- マッカラン国際空港 - ラスベガス（ピープル・ムーバー）
- ミネアポリス・セントポール国際空港
- ワシントン・ダレス国際空港（エアロトレイン）

#### 南アメリカ
- サルガド・フィーリョ国際空港 - ポルト・アレグレ（アエロモーベル）